# Браво! (фестиваль)
Фестива́ль «Бра́во!» — свердловский областной конкурс на лучшую театральную работу года и фестиваль. Учрежденный Свердловским отделением Всероссийского театрального общества (ныне — СТД) Российской Федерации, конкурс является старейшим в России — проводится ежегодно с 1978 года и подводит итоги среди профессиональных театров Екатеринбурга и Свердловской области за минувший календарный год. Охватывает деятельность более 30-ти коллективов разных жанровых направлений, включая драматические и музыкальные, кукольные и современного танца. Конкурс завершает итоговым фестивалем, проводимым с 1998 года. Фестиваль «Браво!» является самой престижной региональной театральной премией.

…„Браво!“ — это фестиваль на лучшую театральную работу Свердловской области, такая уральская «Золотая маска».
— Николай Коляда, 24 Апреля 2018

С 2009 года появилась традиция проведения в рамках фестиваля внеконкурсной программы. А также конкурсов театральных рецензий и фотокросс.

## О конкурсе и фестивале
В течение года Секция театральных критиков Свердловского отделения СТД РФ смотрит и обсуждает премьерные спектакли города и области. По представлению Секции критиков оргкомитет фестиваля отбирает спектакли и формирует афишу фестиваля, показательную для театральной картины области. 

…афиша «Браво!» любого года — это объективный срез ситуации в театральной сфере Свердловской области.— Марина Корнакова, член жюри фестиваля разных лет (г. Санкт-Петербург) 

Когда эксперты собираются в начале февраля и обсуждают, какие спектакли могут составить афишу Урала, они долго спорят. Но в итоге выбирают те, которые определяют основную афишу. Зрителям это подсказка, на что следует пойти обязательно. И театрам есть о чём задуматься, если их театр не попадает в театральную афишу. А у нас бывает и так, что не только маленькие театры не попадают в афишу, но и большие…— Татьяна Стрежнева, исполнительный директор фестиваля «Браво!» 
Решением Свердловского отделения СТД по согласованию с соучредителями ежегодно определяется персональный состав оргкомитета. Оргкомитет утверждает состав жюри фестиваля и его бюджет, выбирает площадку для проведения официальной церемонии фестиваля. В состав жюри фестиваля включаются авторитетные деятели в области театрального искусства из разных городов России, искусствоведы, театральные критики, руководители театров и успешных театральных проектов, представители СО СТД и (или) соучредителей. Кроме СО СТД в соучредители ныне входят: Министерство культуры Свердловской области, Управление культуры Администрации г. Екатеринбурга, Ассоциация театров Урала, Объединение заводов Финпромко.
Отобранные на фестиваль театры получают дипломы участника фестиваля, лауреаты в номинациях определяются в финале фестиваля, с 2005 года победителям вручается символ конкурса — бронзовая статуэтка «Браво!» авторства скульптора Владимира Кривушина, в которой используются мотивы театральных масок.
Цели и задачи — увидеть театральную ситуацию как специалистам, так и широкой публике, помогать театрам «держать» творческий тонус, сохранять единое театральное пространство, оптимизировать взаимодействие критиков и театров, отслеживать творческие процессы в коллективах и привлекать внимание общественности к сценическим достижениям, новым театральным тенденциям и именам.
Во время фестиваля также проводится конкурс на приз зрительских симпатий «Роза ветров».
В 2018 году впервые за долгую историю конкурса часть программы фестиваля прошла в Нижнем Тагиле на сценах Театра кукол и Драматического театра имени Д. Н. Мамина-Сибиряка, в последнем и состоялась торжественная церемония вручения премий за 2017 год.
Из-за пандемии фестиваль «Браво!» — 2019 перенесли с мая 2020 года на осень того же года. Позже Организаторы приняли решение конкурсный смотр не проводить, а вручение статуэток произвести в рамках фестивальных показов с 15 сентября по 1 ноября 2020 года каждому коллективу из номинированных спектаклей.
Конкурс и премия
В 2022 году проект изменил внешний формат: театры сами предлагали на суд экспертов свои премьеры за весь календарный год, а на 42-й церемонии «Браво!», прошедшей в Доме актёра в апреле 2023 года, из названия исчезло слово «фестиваль». Экспертам, побывавшим во всех театральных городах области: Ирбите,Каменске-Уральском, Краснотурьинске, Нижнем Тагиле, Новоуральске и Серове, отныне пришлось сработать и за себя, и за жюри (в прежнем формате «Браво!» оно оценивало номинантов во время показов на фестивале).

## Номинации

### Номинации по жанрам
- Лучший музыкальный спектакль (опера, балет, оперетта, мюзикл, танцевальный спектакль и др.)
- Лучший драматический спектакль
- Лучший кукольный спектакль
- Лучший спектакль для детей

### Персональные номинации в жанрах
- Лучшая работа постановщика (все виды постановочной деятельности)
- Лучшая женская роль
- Лучшая мужская роль
- Лучшая роль второго плана

Группа постановщиков, а также актёрский дуэт рассматриваются как один номинант.
 Жюри вправе устанавливать специальные награды (например, «Лучший спектакль малой формы», «Лучший детский спектакль», «За современное воплощение…» и т. п.). 
Каждый год в фестивале участвуют выпускные курсы Екатеринбургского государственного театрального института, Уральской консерватории имени М. П. Мусоргского, Детской хореографической школы — особым решением жюри им может быть присуждена специальная премия «Надежда „Браво!“».

## Лауреаты по годам

### Конкурс и премия 2022—2023
| 2023                                                                                                 | 2023                                                                            | 2023                                                            |
| Номинации                                                                                            | Лауреаты                                                                        | Театр                                                           |
| --- | ------------------------------------------------------------------------------- | --------------------------------------------------------------- |
| Музыкальный театр                                                                                    |                                                                                 |                                                                 |
| Лучший спектакль большой формы                                                                       | Sextus Propertius                                                               | Екатеринбургский театр оперы и балета                           |
| Лучший постановщик                                                                                   | Павел Глухов, спектакль «Кто мы, откуда, куда мы идём?»                         | Театр современной хореографии «Провинциальные танцы»            |
| Лучший ансамбль                                                                                      | спектакль «Гиперборея»                                                          | Свердловский театр музыкальной комедии                          |
| Лучшая женская роль                                                                                  | Анастасия Ермолаева за роль Мариетты в спектакле «Баядера»                      | Свердловский театр музыкальной комедии                          |
| Лучшая мужская роль                                                                                  | Александр Кандалинцев за роль Емельяна Пугачёва в спектакле «Капитанская дочка» | Театр музыки, драмы и комедии (Новоуральск)                     |
| Лучший спектакль для детей                                                                           | «Дюймовочка»                                                                    | Екатеринбургский театр оперы и балета                           |
| Специальный приз «За стилистическую точность в хореографических перевоплощениях»                     | Хидеки Ясумура                                                                  | Екатеринбургский театр оперы и балета                           |
| Специальный приз «За особый авторский подход к созданию детского музыкального спектакля малой формы» | спектакль «Волшебство профессора Колбариума»                                    | Передвижной камерный музыкальный театр «Живой театр»            |
| Специальный диплом «За актёрское и хореографическое мастерство»                                      | Сабина Алиева за роль Яжемать в спектакле «Красная Шапочка»                     | Муниципальный театр балета «Щелкунчик»                          |
| Премия Правления СО СТД «И мастерство, и вдохновение…»                                               | Иван Филоненко, заслуженный артист РФ                                           | Свердловский театр музыкальной комедии                          |
| Драматический театр                                                                                  |                                                                                 |                                                                 |
| Лучший спектакль                                                                                     | «Дети солнца»                                                                   | Камерный театр Объединённого Музея писателей Урала              |
| Лучшая работа режиссёра                                                                              | Александр Сысоев, спектакль «9 „Б“»                                             | Серовский театр драмы имени А. П. Чехова                        |
| Лучшая работа художника                                                                              | Виктор Моор, спектакль «Ветер в тополях»                                        | Ирбитский драматический театр имени А. Н. Островского           |
| Лучшая женская роль                                                                                  | Анна Каратаева за роль Эллен в спектакле «Мама, я люблю тебя»                   | «Маленький театр» (Нижний Тагил)                                |
| Лучшая мужская роль                                                                                  | Константин Итунин за главную роль в спектакле «Б. Рыжий»                        | Камерный театр Объединённого Музея писателей Урала              |
| Лучшая мужская роль второго плана                                                                    | Антон Макушин за роль Юлия Капитоныча Карандышева в спектакле «Бесприданница»   | «Коляда-театр»                                                  |
| Лучшая женская роль второго плана                                                                    | Екатерина Сысоева за роль Маши в спектакле «Чайка»                              | Нижнетагильский драматический театр имени Д. Н. Мамина-Сибиряка |
| Лучший актёрский ансамбль                                                                            | спектакль «Кирюша»                                                              | Новый Молодёжный театр (Нижний Тагил)                           |
| Специальный приз «За талантливый творческий поиск в жанре саунд-драмы»                               | спектакль «Старик и море»                                                       | Театр музыки, драмы и комедии (Новоуральск)                     |
| Специальный приз «За лучший актёрский дуэт»                                                          | Георгий Добровицкий и Полина Дьячок в спектакле «Варшавская мелодия»            | Екатеринбургский драматический театр «Волхонка»                 |
| Специальный приз «За талантливое музыкальное решение драматического спектакля»                       | спектакль «Эшелон»                                                              | Екатеринбургский театр юного зрителя                            |
| Специальный диплом «За живой диалог с подростковой аудиторией»                                       | спектакль «Рассказ о любви. Коллаж»                                             | Ирбитский драматический театр имени А. Н. Островского           |
| Специальный диплом «За убедительное воплощение лирического героя»                                    | Дмитрий Кибаров, роль Учителя в спектакле «Безымянная звезда»                   | Нижнетагильский драматический театр имени Д. Н. Мамина-Сибиряка |
| Специальный диплом «За блестящее воплощение острохарактерного рисунка роли»                          | Алёна Федотова, роль Лобаевой в спектакле «Весталка»                            | Театр «Драма номер три» (Каменск-Уральск)                       |
| Премия Правления СО СТД «И мастерство, и вдохновение…»                                               | Любовь Ревякина, заслуженная артистка РФ                                        | Екатеринбургский театр юного зрителя                            |
| Кукольный театр                                                                                      |                                                                                 |                                                                 |
| Лучший спектакль                                                                                     | «Как поймать тишину»                                                            | Нижнетагильский театр кукол                                     |
| Лучшая работа режиссёра                                                                              | Екатерина Ложкина-Белевич, режиссёр-постановщик спектакля «Как поймать тишину»  | Нижнетагильский театр кукол                                     |
| Лучшая работа художника                                                                              | Татьяна Нерсисян, художник-постановщик спектакля «В стране невыученных уроков»  | Екатеринбургский театр кукол                                    |
| Лучшая роль                                                                                          | Наталья Уланова, за роль Дамы в спектакле «Три толстяка»                        | Краснотурьинский театр кукол                                    |
| Лучший актёрский ансамбль                                                                            | спектакль «Загадочная история одного Лиса»                                      | Новоуральский театр кукол                                       |

| 2022                                                                                    | 2022 | 2022                                                                                       |
| Номинации                                                                               | Лауреаты | Театр                                                                                      |
| --------------------------------------------------------------------------------------- | --- | ------------------------------------------------------------------------------------------ |
| Музыкальный театр                                                                       | |                                                                                            |
| Лучший спектакль                                                                        | опера «Черевички» | Екатеринбургский театр оперы и балета                                                      |
| Лучший режиссёр                                                                         | Кирилл Стрежнев, спектакль «Маленькая серенада» | Свердловский театр музыкальной комедии                                                     |
| Лучшая женская роль                                                                     | Екатерина Мощенко за роли Нины в спектакле «Маскарад» и Анны Эгерман в спектакле «Маленькая серенада»                                                                | Свердловский театр музыкальной комедии                                                     |
| Лучшая мужская роль                                                                     | Олег Прохоров за роли Фредрика Эгермана в спектакле «Маленькая серенада» и Евгения Александровича Арбенина в спектакле «Маскарад»                                    | Свердловский театр музыкальной комедии                                                     |
| Лучшая мужская роль второго плана                                                       | Андрей Опольский за роли Графа Карла-Магнуса Малкольма в спектакле «Маленькая серенада» и Князя Звездича в спектакле «Маскарад»                                      | Свердловский театр музыкальной комедии                                                     |
| Лучшая женская роль второго плана                                                       | Вера Позолотина за роль Солохи в спектакле «Черевички» | Екатеринбургский театр оперы и балета                                                      |
| Лучший спектакль для детей                                                              | «История про маленького Витю» | Муниципальный театр балета «Щелкунчик»                                                     |
| Специальный диплом                                                                      | Анастасия Соколова за анимацию в спектакле «Черевички» | Екатеринбургский театр оперы и балета                                                      |
| Специальный диплом                                                                      | Нурбек Батулла — хореограф-постановщик спектакля «Черевички» | Екатеринбургский театр оперы и балета                                                      |
| Специальный диплом                                                                      | спектакль «Тело театра» | Театр современной хореографии «Провинциальные танцы»                                       |
| Специальный диплом                                                                      | спектакль «Искусство оскорбляться» | Танцевальная компания «Окоём»                                                              |
| Проект года                                                                             | создание эстрадно-джазового оркестра «Музком-бенд» под руководством Платона Газелериди                                                                               | Свердловский театр музыкальной комедии                                                     |
| Специальная премия «Надежда „Браво!“»                                                   | Даниил Кузнецов за роль Сержа Дювернуа в спектакле «Открой глаза» | мастерская Веры Маковкиной, Екатеринбургский государственный театральный институт          |
| Драматический театр                                                                     | |                                                                                            |
| Лучший спектакль большой формы                                                          | «Озорник» | Нижнетагильский драматический театр имени Д. Н. Мамина-Сибиряка                            |
| Лучший спектакль малой формы                                                            | «Дядя Ваня» | Серовский театр драмы имени А. П. Чехова                                                   |
| Лучшая работа режиссёра-постановщика                                                    | Дмитрий Зимин, спектакль «Над пропастью во ржи» | Камерный театр Объединённого Музея писателей Урала                                         |
| Лучшая мужская роль                                                                     | Олег Гетце за роль Лаевского Ивана Андреевича в спектакле «Дуэль» | Екатеринбургский театр юного зрителя                                                       |
| Лучшая мужская роль второго плана                                                       | Василий Мещангин за роль Мокия Парменыча Кнурова в спектакле «Бесприданница»                                                                                         | Нижнетагильский драматический театр имени Д. Н. Мамина-Сибиряка                            |
| Лучшая женская роль второго плана                                                       | Елена Стражникова за роль Васильевой в спектакле «Чучело» | Екатеринбургский театр юного зрителя                                                       |
| Лучший актёрский ансамбль                                                               | спектакль «Тарас Бульба» | «Коляда-театр»                                                                             |
| Лучший спектакль для детей                                                              | «Маугли» | Театр «Драма номер три» (Каменск-Уральск)                                                  |
| Специальный приз за художественное воплощение исторической памяти в спектакле для детей | спектакль «Сахарный ребёнок» | Новый Молодёжный театр                                                                     |
| Специальный приз за деликатную и увлекательную работу с самыми маленькими зрителями     | спектакль «Большой маленький мир» | Серовский театр драмы имени А. П. Чехова                                                   |
| Специальный диплом                                                                      | Артём Упоров за роль Холдена Колфилда в спектакле «Над пропастью во ржи»                                                                                             | Камерный театр Объединённого Музея писателей Урала                                         |
| Специальный диплом                                                                      | Полина Дьячок за роль Эммы в спектакле «На самом краю земли» | Екатеринбургский драматический театр «Волхонка»                                            |
| Специальная номинация «Надежда „Браво!“»                                                | Владислав Швецов за роли Чебутыкина в спектакле «Три сестры», Лодочника в спектакле «Егор. Сказание о Бедоносце», Царя в спектакле «Конёк-горбунок»                  | мастерская Андрея Неустроева, Екатеринбургский государственный театральный институт        |
| Специальная номинация «Надежда „Браво!“»                                                | Екатерина Анисимова, Татьяна Глазкова, Мария Радыгина, Виктория Решетникова, Евгения Рудженец, Екатерина Сидорова — за ансамбль трёх сестер в спектакле «Три сестры» | мастерская Андрея Неустроева, Екатеринбургский государственный театральный институт        |
| Кукольный театр                                                                         | |                                                                                            |
| Лучший спектакль                                                                        | «Гоголь-триптих» | Екатеринбургский театр кукол                                                               |
| Лучшая роль                                                                             | Светлана Шибнёва за роль Серой шейки в спектакле «Серая шейка» | Нижнетагильский театр кукол                                                                |
| Специальный диплом                                                                      | Наталья Бакулева за работу художника-постановщика в спектакле «Серая шейка»                                                                                          | Нижнетагильский театр кукол                                                                |
| Премия Правления СО СТД «И мастерство, и вдохновение…»                                  | Наталья Булдакова, заслуженная артистка Российской Федерации | Новоуральский театр кукол                                                                  |
| Специальная премия «Надежда „Браво!“»                                                   | Студенты IV курса специализации «Артист театра кукол» — за умение работать в ансамбле                                                                                | Екатеринбургский государственный театральный институт, руководитель курса Наталья Гаранина |

### Конкурс и фестиваль 1998—2021
| 2021                                                                        | 2021 | 2021                                                                                       |
| Номинации                                                                   | Лауреаты                                                                                                   | Театр                                                                                      |
| --------------------------------------------------------------------------- | --- | ------------------------------------------------------------------------------------------ |
| Музыкальный театр                                                           | |                                                                                            |
| Лучшая работа режиссёра                                                     | Антон Музыкантский, мюзикл-фарс «Одолжите тенора»                                                          | Свердловский театр музыкальной комедии                                                     |
| Лучшая работа хормейстера                                                   | Анжелика Грозина, опера «Любовь издалека»                                                                  | Екатеринбургский театр оперы и балета                                                      |
| Лучшая работа художника                                                     | Эрнст Гейдебрехт, спектакль «Бокаччо»                                                                      | Свердловский театр музыкальной комедии                                                     |
| Лучшая женская роль                                                         | Ольга Балашова за роль Дианы Дивейн в мюзикле «Одолжите тенора»                                            | Свердловский театр музыкальной комедии                                                     |
| Лучшая мужская роль                                                         | Евгений Елпашев за роли Джованни Боккаччо в оперетте «Бокаччо» и Макса Гербера в мюзикле «Одолжите тенора» | Свердловский театр музыкальной комедии                                                     |
| Лучшая мужская роль второго плана                                           | Павел Дралов за роль Генри Сандерса в мюзикле «Одолжите тенора»                                            | Свердловский театр музыкальной комедии                                                     |
| Специальный приз жюри за новизну диалога со зрителем                        | спектакль «Конёк-горбунок»                                                                                 | Екатеринбургский театр оперы и балета                                                      |
| Премия Правления СО СТД «И мастерство, и вдохновение…»                      | Владимир Смолин, за выдающийся вклад в театральное искусство                                               | Свердловский театр музыкальной комедии                                                     |
| Специальная номинация «Надежда „Браво!“»                                    | Карлен Манукян, студент V курса за роль Алексея в спектакле «Игрок»                                        | Оперная студия Уральской консерватории имени М. П. Мусоргского                             |
| Драматический театр                                                         | |                                                                                            |
| Лучший спектакль                                                            | «Джан» | Серовский театр драмы имени А. П. Чехова                                                   |
| Лучшая работа режиссёра-постановщика                                        | Дмитрий Зимин, спектакль «Джан»                                                                            | Серовский театр драмы имени А. П. Чехова                                                   |
| Лучшая мужская роль                                                         | Ренат Ходжаев за роль Назара Чагатаева в спектакле «Джан»                                                  | Серовский театр драмы имени А. П. Чехова                                                   |
| Лучшая роль второго плана                                                   | Наталья Котельникова за роль Нур-Муххамед в спектакле «Джан»                                               | Серовский театр драмы имени А. П. Чехова                                                   |
| Лучший дуэт                                                                 | Василина Маковцева и Антон Макушин за роли Долли и Стива Облонских в спектакле «Анна Каренина»             | «Коляда-театр»                                                                             |
| Лучший спектакль для детей                                                  | «Питер Пэн в Кенсингтонском саду»                                                                          | Екатеринбургский театр юного зрителя                                                       |
| Специальный приз жюри за художественное единство визуального и поэтического | спектакль «Римские элегии»                                                                                 | Театральная платформа «В центре», Ельцин-центр                                             |
| Специальный диплом жюри                                                     | Евгения Терёхина за музыку к спектаклю «Питер Пэн в Кенсингтонском саду»                                   | Екатеринбургский театр юного зрителя                                                       |
| Специальный диплом жюри                                                     | Анна Каратаева за роль Девочки в спектакле «То, кого вам приходится сильно любить»                         | Нижнетагильский «Маленький театр»                                                          |
| Специальная номинация «Надежда „Браво!“»                                    | Евгения Бурмака, студентка IV курса за роль Искры в спектакле «Завтра была война»                          | мастерская Екатерины Царегородцевой, Екатеринбургский государственный театральный институт |
| Лауреат премии имени Б. С. Когана в области театральной журналистики        | Елена Соловьёва, за профессионализм и глубокое понимание театральных процессов в публикациях               |                                                                                            |
| Кукольный театр                                                             | |                                                                                            |
| Лучший спектакль                                                            | «Хочу быть волком»                                                                                         | Нижнетагильский театр кукол                                                                |
| Специальный диплом жюри                                                     | Дмитрий Стёпин за яркую творческую индивидуальность в роли Дрозда в спектакле «Дрозд Фрау Майер»           | Новоуральский театр кукол «Сказ»                                                           |

| 2020                                     | 2020 | 2020                                                                              |
| Номинации                                | Лауреаты | Театр                                                                             |
| ---------------------------------------- | --- | --------------------------------------------------------------------------------- |
| Музыкальный театр                        | |                                                                                   |
| Лучший спектакль                         | танцевальный спектакль «Свадебка»                                                                            | Театр современной хореографии «Провинциальные танцы»                              |
| Лучшая работа дирижёра                   | Борис Нодельман, дирижёр-постановщик музыкальной притчи «Храни меня, любимая»                                | Свердловский театр музыкальной комедии                                            |
| Лучшая женская роль                      | Екатерина Мощенко за роль Людмилы, медсестры в музыкальной притче «Храни меня, любимая»                      | Свердловский театр музыкальной комедии                                            |
| Лучшая мужская роль                      | Александр Кандалинцев за роль Генриха Айзенштейна в мюзикле «Летучая мышь»                                   | Театр музыки, драмы и комедии (Новоуральск)                                       |
| Лучшая роль второго плана                | Ксения Чурсинова за роль Графа Орловского в мюзикле «Летучая мышь»                                           | Театр музыки, драмы и комедии (Новоуральск)                                       |
| Специальный диплом жюри                  | за исполнительское мастерство юных артистов в спектакле «Маша и медведи»                                     | Муниципальный театр балета «Щелкунчик»                                            |
| Специальная номинация «Надежда „Браво!“» | Диана Белозор за роль Норины в спектакле «Дон Паскуале»                                                      | Оперная студия Уральской консерватории имени М. П. Мусоргского                    |
| Драматический театр                      | |                                                                                   |
| Лучшая работа сценографа                 | Константин Соловьёв, художник спектакля «Мёртвые души»                                                       | Нижнетагильский драматический театр имени Д. Н. Мамина-Сибиряка                   |
| Лучший актёрский ансамбль                | «Марьино поле»                                                                                               | Свердловский государственный академический театр драмы                            |
| Лучшая мужская роль                      | Юрий Сысоев за роли в спектакле «Мёртвые души»                                                               | Нижнетагильский драматический театр имени Д. Н. Мамина-Сибиряка                   |
| Лучшая женская роль                      | Инга Матис за роль Натальи Петровны в спектакле «ЭМЖЕ. Обратная перспектива»                                 | Театр «Драма номер три» (Каменск-Уральск)                                         |
| Лучшая женская роль второго плана        | Мария Харламова за роль Толстой женщины в спектакле «Молоко»                                                 | Нижнетагильский драматический театр имени Д. Н. Мамина-Сибиряка                   |
| Лучшая мужская роль второго плана        | Игорь Булыгин за роль Манилова в спектакле «Мёртвые души»                                                    | Нижнетагильский драматический театр имени Д. Н. Мамина-Сибиряка                   |
| Специальный приз жюри                    | Дмитрий Зимин за полифоничность режиссёрской партитуры в спектакле «Марьино поле»                            | Свердловский государственный академический театр драмы                            |
| Специальный приз жюри                    | Пётр Шерешевский за новый режиссёрский взгляд и раскрытие творческого потенциала труппы в спектакле «Молоко» | Нижнетагильский драматический театр имени Д. Н. Мамина-Сибиряка                   |
| Специальный приз жюри                    | Максим Обрезков за работу художника по костюмам в спектакле «Пиковая дама»                                   | Екатеринбургский театр юного зрителя                                              |
| Специальный диплом жюри                  | женскому составу спектакля «Женитьба»                                                                        | Ирбитский драматический театр имени А. Н. Островского                             |
| Специальная номинация «Надежда „Браво!“» | Данил Федулов за роль Конферансье в спектакле «Прощай, конферансье»                                          | мастерская Андрея Русинова, Екатеринбургский государственный театральный институт |
| Кукольный театр                          | |                                                                                   |
| Лучший спектакль                         | опера марионеток «Собака Камень»                                                                             | Екатеринбургский театр кукол                                                      |
| Лучшая работа художника                  | Виктор Плотников, художник-постановщик спектакля «Собака Камень»                                             | Екатеринбургский театр кукол                                                      |
| Лучший актёрский ансамбль                | спектакль «Хармс»                                                                                            | Екатеринбургский театр кукол                                                      |
| Лучшая роль                              | Светлана Калашникова за исполнение главной роли в спектакле «Ревизор»                                        | Нижнетагильский театр кукол                                                       |
| Специальный приз жюри                    | Лариса Паутова, музыкальный руководитель и дирижёр спектакля опера марионеток «Собака Камень»                | Екатеринбургский театр кукол                                                      |
| Специальный диплом жюри                  | Татьяна Алёшина, композитор спектакля «Собака Камень»                                                        | Екатеринбургский театр кукол                                                      |

| 2019                  | 2019                                        | 2019                                                                               |
| Номинации             | Лауреаты                                    | Театр                                                                              |
| --------------------- | ------------------------------------------- | ---------------------------------------------------------------------------------- |
| Музыкальный театр     |                                             |                                                                                    |
| Конкурс не проводился | балет «Дон Кихот»                           | Екатеринбургский театр оперы и балета                                              |
| Конкурс не проводился | опера «Три сестры»                          | Екатеринбургский театр оперы и балета                                              |
| Конкурс не проводился | оперетта «Сильва»                           | Свердловский театр музыкальной комедии                                             |
| Конкурс не проводился | «Свадебка»                                  | Театр современной хореографии «Провинциальные танцы»                               |
| Конкурс не проводился | «Свободу статуе!»                           | Театр современной хореографии «Провинциальные танцы»                               |
| Конкурс не проводился | современная хореография «Зоя»               | Танцевальный театр Фора                                                            |
| Конкурс не проводился | современная хореография «Я люблю (не тебя)» | Танцевальная компания «Окоём»                                                      |
| Конкурс не проводился | мюзикл «Книга джунглей»                     | Театр музыки, драмы и комедии (Новоуральск)                                        |
| Конкурс не проводился | музыкальная сказка «Серебряное копытце»     | Театр музыки, драмы и комедии (Новоуральск)                                        |
| Конкурс не проводился | балет «Петя и волк»                         | Муниципальный театр балета «Щелкунчик»                                             |
| Конкурс не проводился | балет «Маленький принц»                     | Муниципальный театр балета «Щелкунчик»                                             |
| Драматический театр   |                                             |                                                                                    |
| Конкурс не проводился | «Головлёвы»                                 | Свердловский государственный академический театр драмы                             |
| Конкурс не проводился | «Республика ШКИД»                           | Свердловский государственный академический театр драмы                             |
| Конкурс не проводился | «730 шагов»                                 | Екатеринбургский театр юного зрителя                                               |
| Конкурс не проводился | «Магазин»                                   | Центр современной драматургии                                                      |
| Конкурс не проводился | «Город поэтов»                              | Камерный театр Объединённого Музея писателей Урала / Центр современной драматургии |
| Конкурс не проводился | «Красавица из Линэна»                       | Ирбитский драматический театр имени А. Н. Островского                              |
| Конкурс не проводился | «Финал. Дядя Ваня»                          | Театр «Драма номер три» (Каменск-Уральск)                                          |
| Конкурс не проводился | «Головлёвы. Маменька»                       | Нижнетагильский драматический театр имени Д. Н. Мамина-Сибиряка                    |
| Конкурс не проводился | «О любви»                                   | Нижнетагильский драматический театр имени Д. Н. Мамина-Сибиряка                    |
| Конкурс не проводился | «Петушок из букваря»                        | Екатеринбургский драматический театр «Волхонка»                                    |
| Кукольный театр       |                                             |                                                                                    |
| Конкурс не проводился | «Аладдин»                                   | Театр кукол «ФиМ»                                                                  |
| Конкурс не проводился | «Кукольный голос»                           | Нижнетагильский театр кукол                                                        |
| Конкурс не проводился | «Краса ненаглядная»                         | Краснотурьинский театр кукол                                                       |

| 2018                                                         | 2018 | 2018                                                                                                   |
| Номинации                                                    | Лауреаты                                                                                                   | Театр                                                                                                  |
| ------------------------------------------------------------ | --- | --- |
| Музыкальный театр                                            | | |
| Лучший спектакль                                             | балет «Пахита»                                                                                             | Екатеринбургский театр оперы и балета                                                                  |
| Лучшая работа режиссёра-постановщика                         | Кирилл Стрежнев, мюзикл «Моцарт VS Сальери»                                                                | Свердловский театр музыкальной комедии                                                                 |
| Лучшая работа хореографа-постановщика                        | Лариса Александрова, мюзикл «Моцарт VS Сальери»                                                            | Свердловский театр музыкальной комедии                                                                 |
| Лучшая работа художника                                      | Ольга Паутова, сценограф спектакля «Девушка с фарфоровыми глазами»                                         | Театр современной хореографии «Провинциальные танцы»                                                   |
| Лучшая женская роль в балете                                 | Мики Нисигути за роль Пахиты в спектакле «Пахита»                                                          | Екатеринбургский театр оперы и балета                                                                  |
| Лучшая женская роль в мюзикле                                | Ольга Балашова за роль певицы Катарины Кавальери в «Моцарт VS Сальери»                                     | Свердловский театр музыкальной комедии                                                                 |
| Лучшая мужская роль в мюзикле                                | Игорь Ладейщиков за роль Сальери «Моцарт VS Сальери»                                                       | Свердловский театр музыкальной комедии                                                                 |
| Лучшая роль второго плана в мюзикле                          | Ирина Сумская за роль Елены Боур в спектакле «12 стульев»                                                  | Театр музыки, драмы и комедии (Новоуральск)                                                            |
| Лучший спектакль для детей                                   | «Щелкунчик»                                                                                                | Муниципальный театр балета «Щелкунчик»                                                                 |
| Специальный диплом жюри                                      | Александр Кандалинцев за роль Остапа Бендера в спектакле «12 стульев»                                      | Театр музыки, драмы и комедии (Новоуральск)                                                            |
| Специальный диплом жюри                                      | Пётр Базарон, хореограф-постановщик спектакля «Щелкунчик»                                                  | Муниципальный театр балета «Щелкунчик»                                                                 |
| Специальный диплом жюри                                      | Илья Манылов, солист спектакля «ПИЧ»                                                                       | «ТанцТеатр»                                                                                            |
| Специальная премия «Надежда „Браво!“»                        | Сабина Алиева за роль Клары в спектакле «Щелкунчик»                                                        | Муниципальный театр балета «Щелкунчик»                                                                 |
| Драматический театр                                          | | |
| Лучший спектакль                                             | «Вий» | Свердловский государственный академический театр драмы                                                 |
| Лучшая работа режиссёра-постановщика                         | Дмитрий Зимин, спектакль «Вий»                                                                             | Свердловский государственный академический театр драмы                                                 |
| Лучшая работа художника-постановщика                         | Владимир Кравцев, спектакль «Вий»                                                                          | Свердловский государственный академический театр драмы                                                 |
| Лучшая женская роль                                          | Ирина Ермолова за роль Вассы Петровны Железновой в спектакле «Железнова Васса Мать»                        | Свердловский государственный академический театр драмы                                                 |
| Лучшая мужская роль                                          | Олег Ягодин за роль Ивана Фёдоровича Шпоньки в спектакле «Иван Фёдорович Шпонька и его тетушка»            | «Коляда-театр»                                                                                         |
| Лучшая женская роль второго плана                            | Татьяна Бунькова за роль Василисы Кашпоровны Цупчевськи в спектакле «Иван Фёдорович Шпонька и его тетушка» | «Коляда-театр»                                                                                         |
| Лучшая мужская роль второго плана                            | Владимир Скрябин за роль Мальволио в спектакле «Двенадцатая ночь, или Что угодно»                          | Театр «Драма номер три» (Каменск-Уральск)                                                              |
| Лучший дуэт                                                  | Алексей Галкин и Сергей Заикин за роли Николеньки Иртеньева и Володи Иртеньева в спектакле «Отрочество»    | Камерный театр Объединённого Музея писателей Урала                                                     |
| Специальный приз жюри «За творческую многогранность в ролях» | Игорь Кожевин — Павел, Шпаликов и Дорош в спектаклях «Железнова Васса Мать», «Шпаликов» и «Вий»            | Свердловский государственный академический театр драмы, Театральная платформа «В центре», Ельцин-центр |
| Специальный приз жюри                                        | Сергей Скорнецкий, художник по свету спектакля «Трамвай „Желание“»                                         | Нижнетагильский драматический театр имени Д. Н. Мамина-Сибиряка                                        |
| Специальный диплом жюри                                      | Алексей Наволоков за роль Калигулы в спектакле «Калигула»                                                  | Серовский театр драмы имени А. П. Чехова                                                               |
| Специальный диплом жюри «За саунд-дизайн в спектакле»        | Евгений Робенко, спектакль «Вий»                                                                           | Свердловский государственный академический театр драмы                                                 |
| Премия Правления СО СТД «И мастерство, и вдохновение…»       | Марианна Незлученко, заслуженная артистка Российской Федерации                                             | Серовский театр драмы имени А. П. Чехова                                                               |
| Кукольный театр                                              | | |
| Лучший художник                                              | Виктор Плотников, спектакль «Дон Кихот»                                                                    | Екатеринбургский театр кукол                                                                           |
| Лучшая роль                                                  | Андрей Данченко за роль Присыпкина в спектакле «куКЛОПодобная феерия»                                      | Новоуральский театр кукол «Сказ»                                                                       |
| Лучший актёрский дуэт                                        | Алла Антипова и Герман Варфоломеев в спектакле «Дон Кихот»                                                 | Екатеринбургский театр кукол                                                                           |
| Специальный диплом жюри «За создание куклы Присыпкин»        | Захар Давыдов, художник-постановщик спектакля «куКЛОПодобная феерия»                                       | Новоуральский театр кукол «Сказ»                                                                       |

| 2017                                                                                           | 2017 | 2017                                                                                       |
| Номинации                                                                                      | Лауреаты | Театр                                                                                      |
| ---------------------------------------------------------------------------------------------- | --- | ------------------------------------------------------------------------------------------ |
| Музыкальный театр                                                                              | |                                                                                            |
| Лучший спектакль в современном танце                                                           | «#коппелия_бот»                                                                                                | Театр современной хореографии «Провинциальные танцы»                                       |
| Лучшая работа дирижёра в музыкальном театре                                                    | Борис Нодельман, рок-опера «Орфей и Эвридика»                                                                  | Свердловский театр музыкальной комедии                                                     |
| Лучшая работа художника в музыкальном театре                                                   | Иван Мальгин, сценограф оперетты «Баядера»                                                                     | Театр музыки, драмы и комедии (Новоуральск)                                                |
| Лучшая роль                                                                                    | Ирина Макарова за роль Певицы в спектакле «Оттепель»                                                           | Свердловский театр музыкальной комедии                                                     |
| Лучшая роль второго плана                                                                      | Ирина Сумская за роль Мими, солистки балета в оперетте «Баядера»                                               | Театр музыки, драмы и комедии (Новоуральск)                                                |
| Лучший дуэт                                                                                    | Андрей Пляскин и Юлия Дякина за роли Орфея и Эвридики в рок-опере «Орфей и Эвридика»                           | Свердловский театр музыкальной комедии                                                     |
| Лучший спектакль для детей                                                                     | «Жар Птица» | Муниципальный театр балета «Щелкунчик»                                                     |
| Специальный диплом жюри «За оригинальную интерпретацию сюжета классической оперетты „Баядера“» | Валерий Долганов, режиссёр спектакля «Баядера»                                                                 | Театр музыки, драмы и комедии (Новоуральск)                                                |
| Специальный диплом жюри                                                                        | Игорь Аликперов, автор идеи, соавтор сценария и руководителю проекта «Оттепель»                                | Свердловский театр музыкальной комедии                                                     |
| Специальная премия «Надежда „Браво!“»                                                          | Илья Суханов за роль Кощея Бессмертного в спектакле «Жар Птица»                                                | Детская хореографическая школа, Муниципальный театр балета «Щелкунчик»                     |
| Драматический театр                                                                            | |                                                                                            |
| Лучший спектакль                                                                               | «Сучилища» | Серовский театр драмы имени А. П. Чехова                                                   |
| Лучший художник                                                                                | Дмитрий Разумов, художник-постановщик спектакля «Двенадцать стульев»                                           | Нижнетагильский драматический театр имени Д. Н. Мамина-Сибиряка                            |
| Лучшая женская роль                                                                            | Карина Пестова за роль Таньки в спектакле «Сучилища»                                                           | Серовский театр драмы имени А. П. Чехова                                                   |
| Лучшая мужская роль                                                                            | Кирилл Имеров за роль Серёжи в спектакле «Сучилища»                                                            | Серовский театр драмы имени А. П. Чехова                                                   |
| Лучшая роль второго плана                                                                      | Максим Цыганков за роль Дэвида Керка в спектакле «Девочка из переулка. Хэллоуин»                               | Театр «Драма номер три» (Каменск-Уральск)                                                  |
| Лучший дуэт                                                                                    | Сергей Колесов и Константин Итунин за роли Петра Ивановича Вяземского и Павла Разумова в спектакле «Мизантроп» | Центр современной драматургии                                                              |
| Лучший актёрский ансамбль                                                                      | в спектакле «Способный ученик»                                                                                 | Свердловский государственный академический театр драмы                                     |
| Специальный приз жюри                                                                          | Игорь Булыгин за виртуозную интерпретацию образа Кисы Воробьянинова в спектакле «Двенадцать стульев»           | Нижнетагильский драматический театр имени Д. Н. Мамина-Сибиряка                            |
| Специальный диплом жюри «За убедительное воплощение прозы В. Шаламова»                         | спектакль «Колымские рассказы»                                                                                 | Театральная платформа «В центре», Ельцин-центр                                             |
| Специальная премия «Надежда „Браво!“»                                                          | Александр Баев за роль Пселдонимова в спектакле «Скверный анекдот»                                             | мастерская Екатерины Царегородцевой, Екатеринбургский государственный театральный институт |
| Кукольный театр                                                                                | |                                                                                            |
| Лучший спектакль                                                                               | «Мойдодыр» | Краснотурьинский театр кукол                                                               |
| Специальный приз жюри «За создание музыки к спектаклю»                                         | Дарья Новольянцева, спектакль «Мойдодыр»                                                                       | Краснотурьинский театр кукол                                                               |

| 2016 | 2016                                                                                      | 2016                                                                                             |
| Номинации                                                                                                | Лауреаты                                                                                  | Театр                                                                                            |
| --- | ----------------------------------------------------------------------------------------- | ------------------------------------------------------------------------------------------------ |
| Музыкальный театр                                                                                        |                                                                                           |                                                                                                  |
| Лучший спектакль                                                                                         | балет «Ромео и Джульетта»                                                                 | Екатеринбургский театр оперы и балета                                                            |
| Лучший спектакль в мюзикле                                                                               | «Бернарда Альба»                                                                          | Свердловский театр музыкальной комедии                                                           |
| Лучший спектакль в современном танце                                                                     | «Имаго-ловушка»                                                                           | Театр современной хореографии «Провинциальные танцы»                                             |
| Лучший режиссёр-постановщик                                                                              | Кирилл Стрежнев, мюзикл «Декабристы»                                                      | Свердловский театр музыкальной комедии                                                           |
| Лучшая работа сценографа                                                                                 | Тимофей Рябушинский, мюзикл «Бернарда Альба»                                              | Свердловский театр музыкальной комедии                                                           |
| Лучшая работа дирижёра-постановщика                                                                      | Антон Ледовский, мюзикл «Бернарда Альба»                                                  | Свердловский театр музыкальной комедии                                                           |
| Лучшая роль в опере                                                                                      | Надежда Бабинцева за роль Лизы в опере «Пассажирка»                                       | Екатеринбургский театр оперы и балета                                                            |
| Лучшая роль в балете                                                                                     | Игорь Булыцын за роль Меркуцио в балете «Ромео и Джульетта»                               | Екатеринбургский театр оперы и балета                                                            |
| Лучшая роль в мюзикле                                                                                    | Александр Колмогоров за роль Труффальдино в мюзикле «Труффальдино»                        | Театр музыки, драмы и комедии (Новоуральск)                                                      |
| Лучший дуэт                                                                                              | Александр Меркушев и Екатерина Сапогова за роли в балете «Ромео и Джульетта»              | Екатеринбургский театр оперы и балета                                                            |
| Лучшая женская роль второго плана                                                                        | Ирина Макарова за роль Бабы в мюзикле «Декабристы»                                        | Свердловский театр музыкальной комедии                                                           |
| Лучшая мужская роль второго плана                                                                        | Анатолий Бродский за роль Милорадовича в мюзикле «Декабристы»                             | Свердловский театр музыкальной комедии                                                           |
| Лучший спектакль для детей                                                                               | «Снежная королева»                                                                        | Муниципальный театр балета «Щелкунчик»                                                           |
| Специальный приз жюри «За создание яркого спектакля в традиции комедии дель арте»                        | мюзикл «Труффальдино»                                                                     | Театр музыки, драмы и комедии (Новоуральск)                                                      |
| Специальный диплом жюри                                                                                  | спектакль «Эссенция»                                                                      | Танц-компания «Zonk'a»                                                                           |
| Специальная премия «Надежда „Браво!“»                                                                    | Елизавета Савостьянова за роль Герды в спектакле «Снежная королева»                       | педагог Мария Богомазова, Детская хореографическая школа, Муниципальный театр балета «Щелкунчик» |
| Специальная премия «Надежда „Браво!“»                                                                    | Антон Сергеев за роль Фигаро в спектакле «Севильский цирюльник»                           | руководитель Павел Коблик, Оперная студия Уральской консерватории имени М. П. Мусоргского        |
| Драматический театр                                                                                      |                                                                                           |                                                                                                  |
| Лучший спектакль                                                                                         | «Фальшивый купон»                                                                         | «Коляда-театр»                                                                                   |
| Лучшая женская роль                                                                                      | Ирина Плесняева за роль проститутки в спектакле «Фальшивый купон»                         | «Коляда-театр»                                                                                   |
| Лучший актёрский ансамбль                                                                                | спектакль «Москва — Петушки»                                                              | Центр современной драматургии                                                                    |
| Специальный приз жюри «За поиск современного театрального языка в диалоге с подрастающим поколением»     | спектакль «Принц из замка Депо»                                                           | Екатеринбургский театр юного зрителя                                                             |
| Специальный диплом жюри «За развитие нового направления в репертуарной политике драматического театра»   | спектакль «Фантазия»                                                                      | Серовский театр драмы имени А. П. Чехова                                                         |
| Специальный приз жюри                                                                                    | Дмитрий Зимин за постановку спектакля «Пассажиры»                                         | Свердловский государственный академический театр драмы                                           |
| Специальный диплом жюри                                                                                  | Игорь Кожевин за роль Эрвина в спектакле «Пассажиры»                                      | Свердловский государственный академический театр драмы                                           |
| Специальный диплом жюри «За следование традициям русской театральной школы в спектакле выпускного курса» | Андрей Русинов, преподаватель                                                             | Екатеринбургский государственный театральный институт                                            |
| Проект года                                                                                              | Театральная платформа «В Центре»                                                          | Ельцин-центр                                                                                     |
| Кукольный театр                                                                                          |                                                                                           |                                                                                                  |
| Лучшая актёрская работа                                                                                  | Наталья Гаранина в спектакле «Разноцветные сказки»                                        | Екатеринбургский театр кукол                                                                     |
| Лучшая работа художника-постановщика                                                                     | Анастасия Кардаш, спектакль «Русалочья сказка»                                            | Новоуральский театр кукол «Сказ»                                                                 |
| Премия Правления СО СТД «И мастерство, и вдохновение…»                                                   | Светлана Шибнёва, заслуженная артистка РФ                                                 | Нижнетагильский театр кукол                                                                      |
| Специальный приз жюри «За расширение поиска выразительных возможностей театра кукол»                     | спектаклю «Спящая КАРсавица» за расширение поиска выразительных возможностей театра кукол | Краснотурьинский театр кукол                                                                     |

| 2015                                                                       | 2015 | 2015                                                                        |
| Номинации                                                                  | Лауреаты | Театр                                                                       |
| -------------------------------------------------------------------------- | --- | --------------------------------------------------------------------------- |
| Музыкальный театр                                                          | |                                                                             |
| Лучший спектакль                                                           | балет «Занавес», хореограф-постановщик Вячеслав Самодуров                                                                                     | Екатеринбургский театр оперы и балета                                       |
| Лучший режиссёр-постановщик                                                | Александр Титель, режиссёр-постановщик оперы «Кармен»                                                                                         | Екатеринбургский театр оперы и балета                                       |
| Лучшая работа хормейстера                                                  | Светлана Асуева, хормейстер мюзикла «Весёлые ребята»                                                                                          | Свердловский театр музыкальной комедии                                      |
| Лучшая роль                                                                | Надежда Бабинцева за роль Кармен в опере «Кармен»                                                                                             | Екатеринбургский театр оперы и балета                                       |
| Лучшая роль второго плана                                                  | Евгений Толстов за роль Фраскини в мюзикле «Весёлые ребята»                                                                                   | Свердловский театр музыкальной комедии                                      |
| Специальный приз жюри                                                      | Татьяна Баганова, хореограф спектакля «Русалочка» и режиссёр по пластике оперы «Кармен»                                                       | Екатеринбургский театр юного зрителя, Екатеринбургский театр оперы и балета |
| Специальный приз жюри                                                      | Лариса Александрова, хореограф-режиссёр мюзикла «Весёлые ребята»                                                                              | Свердловский театр музыкальной комедии                                      |
| Специальный диплом жюри                                                    | Ирина Сумская за роль Пенелопы в спектакле «Пенелопа»                                                                                         | Театра музыки, драмы и комедии                                              |
| Специальный диплом жюри                                                    | Кирилл Бузмаков, дирижёр-постановщик спектакля «Пенелопа»                                                                                     | Театра музыки, драмы и комедии                                              |
| Специальный диплом жюри                                                    | Вокальный проект NON SOLO в мюзикле «Весёлые ребята»                                                                                          | Свердловский театр музыкальной комедии                                      |
| Драматический театр                                                        | |                                                                             |
| Лучший спектакль                                                           | «Русалочка» | Екатеринбургский театр юного зрителя                                        |
| Лучшая работа режиссёра-постановщика                                       | Владимир Панков, режиссёр-постановщик спектакля «Зойкина квартира»                                                                            | Свердловский государственный академический театр драмы                      |
| Лучшая работа художника-постановщика                                       | Даниил Ахмедов, художник-постановщик спектакля «Русалочка»                                                                                    | Екатеринбургский театр юного зрителя                                        |
| Лучшая мужская роль                                                        | Иван Шмаков за роль Сторожа в спектакле «Лодочник»                                                                                            | Театр «Драма номер три» (Каменск-Уральск)                                   |
| Лучшая женская роль                                                        | Ирина Ермолова за роль Зои Денисовны Пельц в спектакле «Зойкина квартира»                                                                     | Свердловский государственный академический театр драмы                      |
| Лучшая роль второго плана                                                  | Геннадий Ильин за роль Иосифа Лауреата в спектакле «Лодочник»                                                                                 | Театр «Драма номер три» (Каменск-Уральск)                                   |
| Специальный приз жюри                                                      | Мария Викулина за роль Русалочки в спектакле «Русалочка»                                                                                      | Екатеринбургский театр юного зрителя                                        |
| Специальный диплом жюри                                                    | Марина Егошина за роль Эльзы Александровны в спектакле «Земля Эльзы»                                                                          | Екатеринбургский театр юного зрителя                                        |
| «Проект года»                                                              | за целеустремленный продуктивный поиск новых театральных текстов и форм                                                                       | Центр современной драматургии                                               |
| Премия Правления СО СТД «И мастерство, и вдохновение…»                     | Тамара Зимина | «Коляда-театр»                                                              |
| Кукольный театр                                                            | |                                                                             |
| Лучший актёрский ансамбль                                                  | спектакль «Апельсиновые сказки» (Валерий Бахарев, Оксана Боднар, Татьяна Жвакина, Юлия Петрова, Степан Роскош, Максим Удинцев, Глеб Яковенко) | Екатеринбургский театр кукол                                                |
| Лучшая работа художника-постановщика                                       | Лилия Жамалетдинова, художник-постановщик спектакля «Апельсиновые сказки»                                                                     | Екатеринбургский театр кукол                                                |
| Специальный приз жюри «За целостность художественного решения»             | спектакль «Баллада о маленьком буксире» | Краснотурьинский театр кукол                                                |
| Специальный диплом жюри                                                    | Наталья Бурдина за роль Алёши в спектакле «Чёрная курица, или Подземные жители»                                                               | Новоуральский театр кукол                                                   |
| Специальный диплом жюри «За творческое освоение прозы Светланы Алексиевич» | спектакль «Пока звучат их голоса» | Нижнетагильский театр кукол                                                 |

| 2014                                                                       | 2014 | 2014                                                                                       |
| Номинации                                                                  | Лауреаты                                                                                                 | Театр                                                                                      |
| -------------------------------------------------------------------------- | --- | ------------------------------------------------------------------------------------------ |
| Музыкальный театр                                                          | |                                                                                            |
| Лучший спектакль                                                           | «Сатьяграха»                                                                                             | Екатеринбургский театр оперы и балета                                                      |
| Лучшая мужская роль                                                        | Алексей Литвиненко за роль Анри в спектакле «Анри»                                                       | Свердловский театр музыкальной комедии                                                     |
| Лучшая женская роль                                                        | Елена Воробьёва в спектакле «Цветоделика»                                                                | Екатеринбургский театр оперы и балета                                                      |
| Лучшая роль второго плана                                                  | Владимир Чеберяк за роль Мхатма Ганди в спектакле «Сатьяграха»                                           | Екатеринбургский театр оперы и балета                                                      |
| Лучшая работа хореографа                                                   | Вячеслав Самодуров за спектакль «Цветоделика»                                                            | Екатеринбургский театр оперы и балета                                                      |
| Специальный приз жюри                                                      | «Анри» за художественную целостность полижанрового спектакля                                             | Свердловский театр музыкальной комедии                                                     |
| Специальный приз жюри «За плодотворный тандем режиссуры и хореографии»     | «Мера тел»                                                                                               | Театр современной хореографии «Провинциальные танцы»                                       |
| Специальный приз жюри «За верность»                                        | Сергей Смирнов, хореограф спектакля «Грамматика одного движения»                                         | Эксцентрик-балет Сергея Смирнова                                                           |
| Драматический театр                                                        | |                                                                                            |
| Лучший режиссёр-постановщик                                                | Анатолий Праудин за спектакль «Похождения бравого солдата Швейка»                                        | Екатеринбургский театр юного зрителя                                                       |
| Лучшая женская роль                                                        | Ирина Ермолова за роль Кукушкиной в спектакле «Доходное место»                                           | Свердловский государственный академический театр драмы                                     |
| Лучшая мужская роль                                                        | Геннадий Ильин за роль Глостера в спектакле «Король Лир»                                                 | Театр «Драма номер три» (Каменск-Уральск)                                                  |
| Лучшая мужская роль второго плана                                          | Виктор Поцелуев, заслуженный артист РФ за роль Советника в спектакле «Похождения бравого солдата Швейка» | Екатеринбургский театр юного зрителя                                                       |
| Специальный диплом жюри «За глубину актёрского существования»              | Сергей Колесов за роль Адриана в спектакле «Ромул и Рем»                                                 | Центр современной драматургии                                                              |
| Специальный диплом жюри «За неустанный творческий поиск»                   | Светлана Замараева за авторство спектакля «Светлана Замараева. Житейское море»                           | Екатеринбургский театр юного зрителя                                                       |
| Специальный приз жюри «За сценическое прочтение прозы Андрея Платонова»    | Дмитрий Зимин, режиссёр спектакля «Платонов. Две истории»                                                | Молодой театр Свердловского государственного академического театра драмы                   |
| Специальный диплом жюри «За опыт претворения большой формы на малой сцене» | «Дни Турбиных»                                                                                           | Екатеринбургский драматический театр «Волхонка»                                            |
| Специальный диплом жюри «Проект года»                                      | за международный фестиваль уличных представлений «Лица улиц»                                             | Центр современной драматургии при участии Екатеринбургского театра кукол                   |
| Специальный диплом жюри «Проект года»                                      | за областной фестиваль театральных капустников «Золотая кочерышка»                                       | Нижнетагильский драматический театр имени Д. Н. Мамина-Сибиряка                            |
| Премия Правления СО СТД «И мастерство, и вдохновение…»                     | Вероника Белковская, народная артистка Российской Федерации                                              | Свердловский государственный академический театр драмы                                     |
| Специальная премия «Надежда „Браво!“»                                      | Татьяна Потеряева за роль Альдонсы в спектакле «Дульсинея Тобосская»                                     | руководитель курса Андрей Неустроев, Екатеринбургский государственный театральный институт |
| Кукольный театр                                                            | |                                                                                            |
| Лучший спектакль                                                           | «Ромео и Джульетта»                                                                                      | Екатеринбургский театр кукол                                                               |
| Лучшая работа художника                                                    | Юлия Селарви за спектакль «Ромео и Джульетта»                                                            | Екатеринбургский театр кукол                                                               |
| Лучший спектакль для детей                                                 | «Солнечные зайчики»                                                                                      | Театр кукол «ФиМ»                                                                          |
| Специальный приз жюри «За фантазию и мастерство в создании кукол»          | Елена Лисина, художник-постановщик спектакля «Алёнушкины сказки»                                         | Новоуральский театр кукол                                                                  |
| Специальный диплом жюри                                                    | Евгений Кармазин за спектакль «Белые ночи»                                                               | Краснотурьинский театр кукол                                                               |

| 2013                                                                        | 2013                                                                         | 2013 |
| Номинации                                                                   | Лауреаты                                                                     | Театр |
| --------------------------------------------------------------------------- | ---------------------------------------------------------------------------- | --- |
| Музыкальный театр                                                           |                                                                              | |
| Лучший спектакль                                                            | «Летучий Голландец»                                                          | Екатеринбургский театр оперы и балета                                                                               |
| Лучшая работа дирижёра-постановщика                                         | Михаэль Гюттлер, спектакль «Летучий Голландец»                               | Екатеринбургский театр оперы и балета                                                                               |
| Лучший спектакль в балете                                                   | «Вариации Сальери»                                                           | Екатеринбургский театр оперы и балета                                                                               |
| Лучший хореограф-постановщик                                                | Вячеслав Самодуров за спектакль «Вариации Сальери»                           | Екатеринбургский театр оперы и балета                                                                               |
| Лучший художник                                                             | Павел Каплевич за сценографию и костюмы спектакля «Яма»                      | Свердловский театр музыкальной комедии                                                                              |
| Лучшая женская роль                                                         | Елена Дементьева за партию Дездемоны в спектакле «Отелло»                    | Екатеринбургский театр оперы и балета                                                                               |
| Лучшая мужская роль                                                         | Александр Краснов за партию Яго в спектакле «Отелло»                         | Екатеринбургский театр оперы и балета                                                                               |
| Лучшая роль второго плана в опере                                           | Гарри Агаджанян за роль Даланда в спектакле «Летучий Голландец»              | Екатеринбургский театр оперы и балета                                                                               |
| Лучшая роль второго плана в оперетте                                        | Владимир Розин за роль Агафона в спектакле «Девичий переполох»               | Театра музыки, драмы и комедии                                                                                      |
| Лучший современный танец                                                    | данс-спектакль «Хронотоп»                                                    | Эксцентрик-балет Сергея Смирнова                                                                                    |
| Специальный диплом жюри «За художественно-постановочное решение спектакля»  | спектакль «Cantus Articus»                                                   | Екатеринбургский театр оперы и балета                                                                               |
| Специальный приз жюри «За лучший актёрский ансамбль в музыкальном театре»   | спектакль «Яма»                                                              | Свердловский театр музыкальной комедии                                                                              |
| Специальный приз жюри «За поиск новых форм взаимодействия искусств»         | спектакль «OPERAHOUSE» за поиск новых форм взаимодействия искусств           | Танцевальная компания «Окоём», оркестр барочной музыки «Harmonia caelestis», Свердловский театр музыкальной комедии |
| Драматический театр                                                         |                                                                              | |
| Лучший спектакль малой формы                                                | «Ромео и Джульетта»                                                          | Серовский театр драмы имени А. П. Чехова                                                                            |
| Лучшая женская роль                                                         | Александра Незлученко за роль Джульетты в спектакле «Ромео и Джульетта»      | Серовский театр драмы имени А. П. Чехова                                                                            |
| Лучшая мужская роль                                                         | Максим Цыганков за роль альтер эго Сергея Довлатова в спектакле «Заповедник» | Театр «Драма номер три» (Каменск-Уральск)                                                                           |
| Лучшая женская роль второго плана                                           | Марианна Незлученко за роль Кормилицы в спектакле «Ромео и Джульетта»        | Серовский театр драмы имени А. П. Чехова                                                                            |
| Лучшая мужская роль второго плана                                           | Юрий Сысоев за роль Пэка в спектакле «Сон в летнюю ночь»                     | Нижнетагильский драматический театр имени Д. Н. Мамина-Сибиряка                                                     |
| Специальный приз жюри «За лучший актёрский ансамбль в драматическом театре» | спектакль «Мёртвые луши»                                                     | «Коляда-театр» |
| Специальная премия жюри                                                     | проект «Театрал» — за открытие новых граней театра                           | Свердловский государственный академический театр драмы                                                              |
| Премия Правления СО СТД «И мастерство, и вдохновение…»                      | Владимир Нестеров, народный артист РФ                                        | Екатеринбургский театр юного зрителя                                                                                |
| Специальная премия «Надежда „Браво!“»                                       | Елена Цыбульская за роль Надежды Резаевой в спектакле «Старшая сестра»       | руководитель курса Екатерина Царегородцева, Екатеринбургский государственный театральный институт                   |
| Кукольный театр                                                             |                                                                              | |
| Лучшая актёрская работа                                                     | Анастасия Овсянникова, исполнительница главной роли в спектакле «Пиноккио»   | Екатеринбургский театр кукол                                                                                        |
| Специальный диплом жюри                                                     | Татьяна Жвакина за роль Феи в спектакле «Пиноккио»                           | Екатеринбургский театр кукол                                                                                        |
| Специальный диплом жюри «За обращение к миру души современного ребенка»     | кукольная пантомима «Мир тишины»                                             | Краснотурьинский театр кукол                                                                                        |

| 2012                                                                                       | 2012 | 2012                                                                                      |
| Номинации                                                                                  | Лауреаты | Театр                                                                                     |
| ------------------------------------------------------------------------------------------ | --- | ----------------------------------------------------------------------------------------- |
| Музыкальный театр                                                                          | |                                                                                           |
| Лучший спектакль                                                                           | опера «Борис Годунов»                                                                                                  | Екатеринбургский театр оперы и балета                                                     |
| Лучший режиссёр-постановщик                                                                | Александр Титель, режиссёр-постановщик оперы «Борис Годунов»                                                           | Екатеринбургский театр оперы и балета                                                     |
| Лучший автор музыки                                                                        | Владимир Кобекин за музыкальную драму «Белая гвардия»                                                                  | Свердловский театр музыкальной комедии                                                    |
| Лучший хореограф-постановщик                                                               | Гаэль Доменжер / Gael Domenger (Франция) хореограф данс-спектакля «В свете луны»                                       | Данс-компания «ТанцТеатр» Свердловский государственный академический театр драмы          |
| Лучшая роль                                                                                | Анатолий Бродский за роль Тевье в мюзикле «Скрипач на крыше»                                                           | Свердловский театр музыкальной комедии                                                    |
| Лучший дуэт в балете                                                                       | Елена Воробьёва и Андрей Сорокин за партии Адины и Неморино в спектакле «Amore Buffo»                                  | Екатеринбургский театр оперы и балета                                                     |
| Лучшая роль второго плана                                                                  | Леонид Забоев за Николку Турбина в музыкальной драме «Белая гвардия» и Федьку в мюзикле «Скрипач на крыше»             | Свердловский театр музыкальной комедии                                                    |
| Специальный диплом жюри                                                                    | Вячеслав Самодуров за балет «H₂O», представленный в рамках Биеннале современного искусства на Уралтрансмаше            | Екатеринбургский театр оперы и балета                                                     |
| Специальный диплом жюри «За синтез музыкального, пластического и драматического искусства» | спектакль «Переезд» | Танцевальная компания «2046»                                                              |
| Специальный диплом жюри «За самобытное авторское высказывание»                             | Олег Степанов, режиссёр спектакля «Ego vacuum»                                                                         | Театр современной хореографии «Провинциальные танцы»                                      |
| Специальная премия «Надежда „Браво!“»                                                      | Никита Туров за роль Труффальдино в спектакле «Труффальдино»                                                           | руководитель курса Кирилл Стрежнев, Екатеринбургский государственный театральный институт |
| Специальная премия «Надежда „Браво!“»                                                      | Алексей Пьянков за роль Погонщика ослов в спектакле «Умница»                                                           | руководитель Павел Коблик, Оперная студия Уральской консерватории имени М. П. Мусоргского |
| Драматический театр                                                                        | |                                                                                           |
| Лучший спектакль                                                                           | «Бесприданница» | Театр «Драма номер три» (Каменск-Уральск)                                                 |
| Лучший спектакль малой формы                                                               | «Преступление и наказание»                                                                                             | Екатеринбургский драматический театр «Волхонка»                                           |
| Лучший режиссёр-постановщик                                                                | Дмитрий Касимов, режиссёр спектакля «Три сестры»                                                                       | Молодой театр, Свердловский государственный академический театр драмы                     |
| Лучший художник-постановщик                                                                | Владимир Кравцев, художник-постановщик спектаклей «Соловей» и «Три сестры»                                             | Молодой театр, Свердловский государственный академический театр драмы                     |
| Лучшая мужская роль                                                                        | Олег Ягодин за роль Арбенина в спектакле «Маскарад»                                                                    | «Коляда-театр»                                                                            |
| Лучшая женская роль                                                                        | Инга Матис за роль Ларисы в спектакле «Бесприданница»                                                                  | Театр «Драма номер три» (Каменск-Уральск)                                                 |
| Лучшая роль второго плана                                                                  | Игорь Кожевин за роль Коровьева в спектакле «Мастер и Маргарита»                                                       | Свердловский государственный академический театр драмы                                    |
| Лучший спектакль для детей                                                                 | «Соловей» | Молодой театр, Свердловский государственный академический театр драмы                     |
| Премия Правления СО СТД «И мастерство, и вдохновение…»                                     | Светлана Лаптева, заслуженная артистка Российской Федерации                                                            | Театр «Драма номер три» (Каменск-Уральск)                                                 |
| Специальный диплом жюри «За успешное воплощение злободневной молодёжной темы»              | спектакль «Дело чести»                                                                                                 | Серовский театр драмы имени А. П. Чехова                                                  |
| Специальный диплом жюри «Проект года»                                                      | за проект «Театр у школьной доски»                                                                                     | Екатеринбургский театр юного зрителя                                                      |
| Специальная номинация жюри «За театральное воплощение поэтического мира Бориса Рыжего»     | театральный перформанс «Рыжий» (режиссёр Александр Вахов)                                                              | Центр современной драматургии                                                             |
| Специальная премия «Надежда „Браво!“»                                                      | Даниил Андреев за роль Хруста в спектакле «Чморик»                                                                     | руководитель курса Андрей Русинов, Екатеринбургский государственный театральный институт  |
| Специальная премия «Надежда „Браво!“»                                                      | Кирилл Попов за роль Новикова в спектакле «Чморик»                                                                     | руководитель курса Андрей Русинов, Екатеринбургский государственный театральный институт  |
| Кукольный театр                                                                            | |                                                                                           |
| Лучший спектакль                                                                           | «Времена года» | Екатеринбургский театр кукол                                                              |
| Лучшая работа художника-постановщика                                                       | Елена Лисина, художник спектакля «Времена года»                                                                        | Екатеринбургский театр кукол                                                              |
| Лучшая роль в театре кукол                                                                 | Герман Варфоломеев, заслуженный артист России, за роли Барона, Сальери и Председателя в спектакле «Маленькие трагедии» | Екатеринбургский театр кукол                                                              |
| Специальный диплом жюри «За выразительное образное решение»                                | Юлия Селаври, художник-постановщик спектакля «Маленькие трагедии»                                                      | Екатеринбургский театр кукол                                                              |

| 2011                                                                            | 2011                                                                                          | 2011 |
| Номинации                                                                       | Лауреаты                                                                                      | Театр                                                                                                   |
| ------------------------------------------------------------------------------- | --------------------------------------------------------------------------------------------- | --- |
| Музыкальный театр                                                               |                                                                                               | |
| Лучший спектакль                                                                | «Sepia»                                                                                       | Театр современной хореографии «Провинциальные танцы»                                                    |
| Лучший постановщик                                                              | Сергей Смирнов, хореограф-постановщик спектакля «Kreis»                                       | Эксцентрик-балет Сергея Смирнова                                                                        |
| Лучшая роль                                                                     | Маргарита Рудина за роль Никии в балете «Баядерка»                                            | Екатеринбургский театр оперы и балета                                                                   |
| Лучшая роль второго плана                                                       | Александр Копылов за роль Меннерса в спектакле «Алые паруса»                                  | Свердловский театр музыкальной комедии                                                                  |
| Лучший дуэт в мюзикле                                                           | Игорь Ладейщиков и Мария Виненкова в спектакле «Алые паруса»                                  | Свердловский театр музыкальной комедии                                                                  |
| Специальная номинация жюри «За работу хорового ансамбля»                        | Эльвира Гайфуллина, хормейстер-постановщик спектакля «Любовь к трем апельсинам»               | Екатеринбургский театр оперы и балета                                                                   |
| Специальная номинация жюри «За одухотворённое воплощение разноплановых образов» | Елена Кабанова за роли Гамзатти и Никии в балете «Баядерка»                                   | Екатеринбургский театр оперы и балета                                                                   |
| Специальный диплом жюри «За парадокс пластической игры»                         | спектакль «Шоколад»                                                                           | Компания современного танца «Zonk`a»                                                                    |
| Специальная премия «Надежда „Браво!“»                                           | Алексей Петров, за роль Энея в спектакле «Дидона и Эней»                                      | руководитель Павел Коблик, Оперная студия Уральской консерватории имени М. П. Мусоргского               |
| Драматический театр                                                             |                                                                                               | |
| Лучший спектакль                                                                | «Без вины виноватые»                                                                          | Екатеринбургский театр юного зрителя                                                                    |
| Лучший постановщик                                                              | Николай Коляда, режиссёр спектакля «Борис Годунов»                                            | «Коляда-театр»                                                                                          |
| Лучшая женская роль                                                             | Светлана Замараева за роль Кручининой в спектакле «Без вины виноватые»                        | Екатеринбургский театр юного зрителя                                                                    |
| Лучшая мужская роль                                                             | Пётр Незлученко за роль Ричарда в спектакле «Ричард III»                                      | Серовский театр драмы имени А. П. Чехова                                                                |
| Лучшая роль второго плана                                                       | Илья Скворцов за роль Мурова в спектакле «Без вины виноватые»                                 | Екатеринбургский театр юного зрителя                                                                    |
| Премия Правления СО СТД «И мастерство, и вдохновение…»                          | Вячеслав Кириличев, народный артист Российской Федерации                                      | Свердловский государственный академический театр драмы                                                  |
| Специальная номинация жюри «За обаяние эксперимента»                            | спектакль «Песочница»                                                                         | Екатеринбургский театр юного зрителя                                                                    |
| Специальная номинация жюри «За многогранность актёрского мастерства»            | Ирина Ермолова за роль Кабанихи в спектакле «Гроза» и роль Марины в спектакле «Борис Годунов» | Свердловский государственный академический театр драмы, «Коляда-театр»                                  |
| Специальный приз жюри                                                           | Юрий Сысоев за роль Лиса-аспиранта в спектакле «Сальто-морале»                                | Нижнетагильский драматический театр имени Д. Н. Мамина-Сибиряка                                         |
| Специальная премия «Надежда „Браво!“»                                           | Виктория Васильева за роль Двори в спектакле «Игры на заднем дворе»                           | художественный руководитель курса Азалия Блинова, Екатеринбургский государственный театральный институт |
| Кукольный театр                                                                 |                                                                                               | |

| 2010                                                                             | 2010                                                                                          | 2010                                                                                       |
| Номинации                                                                        | Лауреаты                                                                                      | Театр                                                                                      |
| -------------------------------------------------------------------------------- | --------------------------------------------------------------------------------------------- | ------------------------------------------------------------------------------------------ |
| Музыкальный театр                                                                |                                                                                               |                                                                                            |
| Лучшая роль в опере                                                              | Ирина Боженко за роль Церлины в спектакле «Дон Жуан»                                          | Екатеринбургский театр оперы и балета                                                      |
| Лучшая роль в мюзикле                                                            | Татьяна Мокроусова за роль Кошки в спектакле «Кошка»                                          | Свердловский театр музыкальной комедии                                                     |
| Лучшая роль второго плана                                                        | Ирина Цыбина за роль Оскарины в спектакле «Синяя борода»                                      | Свердловский театр музыкальной комедии                                                     |
| Специальная номинация жюри «Дебют»                                               | Илья Романов, хореография спектакля «Следы на песке»                                          | Проект Ильи Романова                                                                       |
| Лучший спектакль для детей                                                       | «Кошка»                                                                                       | Свердловский театр музыкальной комедии                                                     |
| Специальная премия «Надежда „Браво!“»                                            | Ольга Пешкова за роль Лауретты в спектакле «Джанни Скикки»                                    | Оперная Студия Уральской консерватории имени М. П. Мусоргского, руководитель Павел Коблик  |
| Драматический театр                                                              |                                                                                               |                                                                                            |
| Лучшая работа постановщика                                                       | Николай Коляда, режиссёр и сценограф спектаклей «Два плюс два» и «Фронтовичка»                | «Коляда-театр»                                                                             |
| Лучшая роль                                                                      | Сергей Колесов за роль Саши в спектакле «Два плюс два»                                        | «Коляда-театр»                                                                             |
| Лучший дуэт                                                                      | Ирина Ермолова и Вера Цвиткис в спектакле «Два плюс два»                                      | «Коляда-театр»                                                                             |
| Лучшая мужская роль второго плана                                                | Сергей Фёдоров за роль Марка Анатольевича в спектакле «Фронтовичка»                           | «Коляда-театр»                                                                             |
| Лучшая женская роль второго плана                                                | Татьяна Голубева за роль Евлампии Захаровны в спектакле «Вдовий пароход»                      | Свердловский государственный академический театр драмы                                     |
| Премия Правления СО СТД «И мастерство, и вдохновение…»                           | Валентин Воронин, народный артист Российской Федерации                                        | Свердловский государственный академический театр драмы                                     |
| Специальная номинация жюри «За эффект театрального парадокса»                    | Александр Фукалов за роль Лектора в спектакле «Казус Послера: лекция о современном искусстве» | Центр современной драматургии                                                              |
| Специальная премия «Надежда „Браво!“»                                            | Екатерина Соколова за роль Эмили в спектакле «Наш городок»                                    | Екатеринбургский государственный театральный институт, руководитель курса Андрей Неустроев |
| Кукольный театр                                                                  |                                                                                               |                                                                                            |
| Лучшая работа постановщика                                                       | Эмели Валантен, художник спектакля «Грибуль-Простофиля и Господин Шмель»                      | Екатеринбургский театр кукол                                                               |
| Лучшая роль в театре кукол                                                       | Герман Варфоломеев за роль Господина Шмеля в спектакле «Грибуль-Простофиля и Господин Шмель»  | Екатеринбургский театр кукол                                                               |
| Специальный диплом жюри «За режиссёрский дебют»                                  | Наталья Хахалкина, спектакль «Зоки и Бада»                                                    | Нижнетагильский театр кукол                                                                |
| Специальный диплом жюри «За создание изысканной музыкальной атмосферы спектакля» | Лариса Паутова, спектакль «Грибуль-Простофиля и Господин Шмель»                               | Екатеринбургский театр кукол                                                               |

| 2009                                                   | 2009 | 2009                                                   |
| Номинации                                              | Лауреаты | Театр                                                  |
| ------------------------------------------------------ | --- | ------------------------------------------------------ |
| Музыкальный театр                                      | |                                                        |
| Лучший спектакль                                       | «Мёртвые души» | Свердловский театр музыкальной комедии                 |
| Лучшая работа постановщика                             | Кирилл Стрежнев за спектакль «Мёртвые души» | Свердловский театр музыкальной комедии                 |
| Лучшая работа художника                                | Сергей Александров за спектакль «Мёртвые души» | Свердловский театр музыкальной комедии                 |
| Лучшая мужская роль                                    | Евгений Зайцев за роль Чичикова в спектакле «Мёртвые души» | Свердловский театр музыкальной комедии                 |
| Лучшая женская роль                                    | Надежда Бабинцева за роль Керубино в спектакле «Свадьба Фигаро»                                                                                                | Екатеринбургский театр оперы и балета                  |
| Лучшая роль второго плана                              | Владимир Алексеев за роль Ноздрёва в спектакле «Мёртвые души»                                                                                                  | Свердловский театр музыкальной комедии                 |
| Специальная номинация жюри                             | «Песня не про любовь» за лучший исполнительский ансамбль в современном танце                                                                                   | Театр современной хореографии «Провинциальные танцы»   |
| Специальная номинация жюри «За жанровую новацию»       | Александр Пантыкин за музыку к спектаклю «Мёртвые души» | Свердловский театр музыкальной комедии                 |
| Премия Правления СО СТД «И мастерство, и вдохновение…» | Римма Антонова, народная артистка Российской Федерации | Свердловский театр музыкальной комедии                 |
| Драматический театр                                    | |                                                        |
| Лучший спектакль                                       | «Трамвай „Желание“» | «Коляда-театр»                                         |
| Лучший постановщик                                     | Николай Коляда за спектакль «Трамвай „Желание“» | «Коляда-театр»                                         |
| Лучшая роль                                            | Ирина Ермолова за роль Бланш Дюбуа в спектакле «Трамвай „Желание“»                                                                                             | «Коляда-театр»                                         |
| Лучшая женская роль второго плана                      | Галина Умпелева за роль Ануш в спектакле «Ханума» | Свердловский государственный академический театр драмы |
| Лучшая мужская роль второго плана                      | Андрей Кылосов за роль Акопа в спектакле «Ханума» | Свердловский государственный академический театр драмы |
| Специальная номинация жюри                             | Мужской музыкально-пластический ансамбль в спектакле «Ханума» (Василий Бичев, Александр Борисов, Иван Виненков, Игорь Кожевин, Александр Кусков, Илья Порошин) | Свердловский государственный академический театр драмы |
| Специальный диплом жюри «Театральная надежда»          | Антон Пономарёв за роль Оскара в спектакле «Оскар» | Ирбитский драматический театр имени А. Н. Островского  |
| Кукольный театр                                        | |                                                        |
| Лучший спектакль                                       | «Сказки небесной коровы» | Екатеринбургский театр кукол                           |
| Лучший спектакль для детей                             | «У ковчега в восемь» | Екатеринбургский театр кукол                           |
| Лучшая актёрская работа                                | Дарья Михайлова за роль Голубки в спектакле «У ковчега в восемь»                                                                                               | Екатеринбургский театр кукол                           |

| 2008                                                                     | 2008 | 2008                                                                                      |
| Номинации                                                                | Лауреаты | Театр                                                                                     |
| ------------------------------------------------------------------------ | --- | ----------------------------------------------------------------------------------------- |
| Музыкальный театр                                                        | |                                                                                           |
| Лучший спектакль                                                         | «Екатерина Великая»                                                                                                  | Свердловский театр музыкальной комедии                                                    |
| Лучшая роль в музыкальном театре                                         | Мария Виненкова за роль Фике в спектакле «Екатерина Великая»                                                         | Свердловский театр музыкальной комедии                                                    |
| Лучший спектакль в современном танце                                     | «Глиняный ветер» | Эксцентрик-балет Сергея Смирнова                                                          |
| Лучший танцовщик в современном танце                                     | Ашот Назаретян в данс-спектакле «Глиняный ветер»                                                                     | Эксцентрик-балет Сергея Смирнова                                                          |
| Лучшая танцовщица в современном танце                                    | Татьяна Брызгалова в данс-спектакле «Глиняный ветер»                                                                 | Эксцентрик-балет Сергея Смирнова                                                          |
| Специальная премия «Надежда „Браво!“»                                    | Любовь Димитрюк за роль Керубино в спектакле «Свадьба Фигаро»                                                        | Оперная Студия Уральской консерватории имени М. П. Мусоргского, руководитель Павел Коблик |
| Драматический театр                                                      | |                                                                                           |
| Лучшая работа постановщика                                               | Юлия Батурина за спектакль «Брат Чичиков»                                                                            | Серовский театр драмы имени А. П. Чехова                                                  |
| Лучшая работа сценографа                                                 | Виктор Моор за спектакль «Корабль дураков»                                                                           | Ирбитский драматический театр имени А. Н. Островского                                     |
| Лучшая роль                                                              | Светлана Абашева за роль Матрёны в спектакле «Матрёнин двор»                                                         | Театр «Лаборатория драматического искусства» имени М. Чехова                              |
| Лучший актёрский дуэт                                                    | Александр Сергеев и Борис Зырянов за роли Гильденстерна и Розенкранца в спектакле «Розенкранц и Гильденстерн мертвы» | Екатеринбургский городской театральный центр «Волхонка»                                   |
| Лучшая роль второго плана                                                | Геннадий Хошабов за роль Тупольски в спектакле «Человек-подушка»                                                     | Екатеринбургский театр юного зрителя                                                      |
| Лучший детский спектакль                                                 | «Серая Шейка» | Екатеринбургский театр юного зрителя                                                      |
| Специальный приз жюри «Особый взгляд»                                    | Николай Коляда за нетрадиционный подход к постановке классического произведения «Король Лир»                         | «Коляда-театр»                                                                            |
| Специальный приз жюри «За творческий проект»                             | Игорь Булыгин, автор идеи и художественный руководитель городского конкурса молодых артистов «АПАРТе»                | Нижнетагильский драматический театр имени Д. Н. Мамина-Сибиряка                           |
| Специальный приз жюри «За художественную цельность и нравственный посыл» | спектакль «Привычное дело»                                                                                           | Екатеринбургский государственный театральный институт, руководитель курса Андрей Русинов  |
| Специальная премия СТД РФ                                                | Алексей Журавлёв за роль Михаила в спектакле «Человек-подушка»                                                       | Екатеринбургский театр юного зрителя                                                      |
| Премия Правления СО СТД «И мастерство, и вдохновение…»                   | Екатерина Ляхова, народная артистка Российской Федерации                                                             | Свердловский государственный академический театр драмы                                    |
| Премия Правления СО СТД «И мастерство, и вдохновение…»                   | Владимир Чермянинов (посмертно), народный артист Российской Федерации                                                | Свердловский государственный академический театр драмы                                    |
| Специальная премия «Надежда „Браво!“»                                    | Николай Краснопёров за роль Ивана Африкановича Дрынова в спектакле «Привычное дело»                                  | Екатеринбургский государственный театральный институт, руководитель курса Андрей Русинов  |
| Кукольный театр                                                          | |                                                                                           |
| Лучший спектакль                                                         | «Про умную собачку Соню»                                                                                             | Екатеринбургский театр кукол                                                              |

| 2007                                                   | 2007 | 2007 |
| Номинации                                              | Лауреаты | Театр |
| ------------------------------------------------------ | --- | --- |
| Музыкальный театр                                      | | |
| Лучший спектакль                                       | «После вовлеченности. Диптих. Часть II» | Театр современной хореографии «Провинциальные танцы»                                                       |
| Лучшая работа постановщика                             | Борис Нодельман, дирижёр-постановщик спектаклей «www.силиконовая дура.net» и «Свадьба Кречинского»                                                        | Свердловский театр музыкальной комедии                                                                     |
| Лучшая работа сценографа                               | Сергей Александров, художник-постановщик спектакля «Свадьба Кречинского»                                                                                  | Свердловский театр музыкальной комедии                                                                     |
| Лучшая мужская роль                                    | Евгений Зайцев за роль Мити в спектакле «www.силиконовая дура.net»                                                                                        | Свердловский театр музыкальной комедии                                                                     |
| Лучшая женская роль                                    | Мария Виненкова за роль Норы в спектакле «www.силиконовая дура.net»                                                                                       | Свердловский театр музыкальной комедии                                                                     |
| Лучшая роль второго плана                              | Светлана Кочанова за роль Матери Мити в спектакле «www.силиконовая дура.net»                                                                              | Свердловский театр музыкальной комедии                                                                     |
| Специальный диплом жюри                                | Кирилл Стрежнев за создание творческой команды постановщиков, за последовательное проведение новаторской репертуарной политики, за сохранение Театра-Дома | Свердловский театр музыкальной комедии                                                                     |
| Специальная премия «Надежда „Браво!“»                  | Алексей Литвиненко за роль Папа Дженеро в спектакле «11 эпизодов из жизни гангстера»                                                                      | Екатеринбургский государственный театральный институт, руководители курса Кирилл Стрежнев и Вера Маковкина |
| Драматический театр                                    | | |
| Лучший спектакль                                       | «Жак и его господин» | Екатеринбургский театр юного зрителя                                                                       |
| Лучшая работа постановщика                             | Николай Коляда, режиссёр-постановщик, сценограф спектакля «Гамлет»                                                                                        | «Коляда-театр»                                                                                             |
| Лучшая мужская роль                                    | Олег Ягодин за роль Гамлета в спектакле «Гамлет» | «Коляда-театр»                                                                                             |
| Лучшая женская роль                                    | Марина Егошина за роль Трактирщицы в спектакле «Жак и его господин»                                                                                       | Екатеринбургский театр юного зрителя                                                                       |
| Лучшая мужская роль второго плана                      | Александр Сергеев за роль Ибрагима в спектакле «Момо» | Екатеринбургский городской театральный центр «Волхонка»                                                    |
| Лучшая женская роль второго плана                      | Лариса Комаленкова за роль Нины Дмитриевны в спектакле «Зелёная зона»                                                                                     | Театр «Драма номер три» (Каменск-Уральск)                                                                  |
| Премия Правления СО СТД «И мастерство, и вдохновение…» | Любовь Ворожцова, народная артистка России | Екатеринбургский театр юного зрителя                                                                       |
| Специальная премия «Надежда „Браво!“»                  | Георгий Иобадзе за роль Городничего в спектакле «Ревизор»                                                                                                 | Екатеринбургский государственный театральный институт, руководитель курса Азалия Блинова                   |
| Специальный приз жюри                                  | Юлия Батурина за постановку спектакля «Смотрите в дырочку, мамаша!»                                                                                       | Серовский театр драмы имени А. П. Чехова                                                                   |
| Специальный приз жюри                                  | Игорь Булыгин за роль Хомы Брута в спектакле «Панночка»                                                                                                   | Нижнетагильский драматический театр имени Д. Н. Мамина-Сибиряка                                            |
| Кукольный театр                                        | | |
| Лучшая роль в театре кукол                             | Наталья Гаранина за роль Шинели в спектакле «Башмачкин»                                                                                                   | Екатеринбургский театр кукол                                                                               |
| Специальный диплом жюри за лучший актёрский ансамбль   | 4 курс кафедры «Театр кукол» и студенческий спектакль «Берём разбег»                                                                                      | Екатеринбургский государственный театральный институт, руководитель курса Сергей Жуков                     |

| 2006                                                   | 2006 | 2006 |
| Номинации                                              | Лауреаты | Театр |
| ------------------------------------------------------ | --- | --- |
| Музыкальный театр                                      | | |
| Лучшая работа постановщика                             | Елена Захарова, музыкальный руководитель спектакля «Figaro»                                                              | Свердловский театр музыкальной комедии                                                                       |
| Лучшая роль                                            | Наталья Мокеева за роль Снегурочки в опере «Снегурочка»                                                                  | Екатеринбургский театр оперы и балета                                                                        |
| Лучшая роль второго плана                              | Наталья Карлова за роль Купавы в опере «Снегурочка»                                                                      | Екатеринбургский театр оперы и балета                                                                        |
| Специальный диплом «Дебют»                             | Мария Виненкова за роль Сюзанны в спектакле «Figaro»                                                                     | Свердловский театр музыкальной комедии                                                                       |
| Драматический театр                                    | | |
| Лучшая работа постановщика                             | Максим Кальсин за спектакль «ART»                                                                                        | Екатеринбургский городской театральный центр «Волхонка»                                                      |
| Лучшая работа художника                                | Владимир Кравцев за постановку «Дядя Ваня»                                                                               | Камерный театр Музея писателей Урала                                                                         |
| Лучшая роль                                            | Валентин Воронин за роль Серебрякова в спектакле «Дядя Ваня»                                                             | Камерный театр Музея писателей Урала                                                                         |
| Лучшая роль второго плана                              | Ирина Белова за роль Анны в спектакле «Букет»                                                                            | «Коляда-театр»                                                                                               |
| Лучший дуэт                                            | Лариса Комаленкова и Александр Иванов за роли Пульхерии Ивановны и Афанасия Ивановича спектакле «Старосветские помещики» | Театр «Драма номер три» (Каменск-Уральск)                                                                    |
| Премия Правления СО СТД «И мастерство, и вдохновение…» | Иза Высоцкая, народная артистка России                                                                                   | Нижнетагильский драматический театр имени Д. Н. Мамина-Сибиряка                                              |
| Специальный приз жюри                                  | Алеся Маас за роль Пеппи в спектакле «Пеппи Длинный чулок»                                                               | Екатеринбургский театр юного зрителя                                                                         |
| Специальная премия «Надежда „Браво!“»                  | Елена Горина за роль Нины Скворцовой в спектакле «Фабричная девчонка»                                                    | Екатеринбургский государственный театральный институт, руководитель курса Андрей Неустроев                   |
| Кукольный театр                                        | | |
| Лучший спектакль                                       | «Бобок» | Екатеринбургский театр кукол                                                                                 |
| Лучшая работа постановщика                             | Андрей Ефимов, художник спектакля «Бобок»                                                                                | Екатеринбургский театр кукол                                                                                 |
| Лучшая мужская роль                                    | Максим Удинцев за роль Ивана Ивановича в спектакле «Бобок»                                                               | Екатеринбургский театр кукол                                                                                 |
| Лучшая женская роль                                    | Татьяна Вахренёва за роль старухи в «Сказке о рыбаке и рыбке»                                                            | Краснотурьинский театр кукол                                                                                 |
| Специальная премия «Надежда „Браво!“»                  | Андрей Десятков за роль Медведя в спектакль «Машенька и медведь»                                                         | Екатеринбургский государственный театральный институт, кафедра театра кукол, руководитель курса Сергей Жуков |

| 2005                                                   | 2005                                                                            | 2005                                                            |
| Номинации                                              | Лауреаты                                                                        | Театр                                                           |
| ------------------------------------------------------ | ------------------------------------------------------------------------------- | --------------------------------------------------------------- |
| Музыкальный театр                                      |                                                                                 |                                                                 |
| Лучший спектакль                                       | «Храни меня, любимая»                                                           | Свердловский театр музыкальной комедии                          |
| Лучшая работа постановщика                             | Борис Нодельман за спектакль «Графиня Марица»                                   | Свердловский театр музыкальной комедии                          |
| Лучшая женская роль в опере                            | Екатерина Нейжмак за партию Алиса Форд в спектакле «Фальстаф»                   | Екатеринбургский театр оперы и балета                           |
| Лучшая роль второго плана                              | Владимир Фомин за роль Иштвана в спектакле «Графиня Марица»                     | Свердловский театр музыкальной комедии                          |
| Специальная премия «Надежда „Браво!“»                  | Роман Аптекарь за роль в спектакле «Casting / Кастинг»                          | Свердловский театр музыкальной комедии                          |
| Драматический театр                                    |                                                                                 |                                                                 |
| Лучшая работа постановщика                             | Максим Кальсин за спектакль «ART»                                               | Екатеринбургский городской театральный центр «Волхонка»         |
| Лучший спектакль                                       | «Амиго»                                                                         | «Коляда-театр»                                                  |
| Лучшая мужская роль                                    | Александр Фукалов за роль Марка в спектакле «ART»                               | Екатеринбургский городской театральный центр «Волхонка»         |
| Лучшая комедийная роль                                 | Евгений Белоногов за роль Мистера Пигдена в спектакле «Он, она, окно, покойник» | Нижнетагильский драматический театр имени Д. Н. Мамина-Сибиряка |
| Лучшая женская роль                                    | Светлана Замараева за роль Катарины в спектакле «Укрощение строптивой»          | Екатеринбургский театр юного зрителя                            |
| Лучшая роль второго плана                              | Марина Егошина за роль Бьянки в спектакле «Укрощение строптивой»                | Екатеринбургский театр юного зрителя                            |
| Специальная премия жюри                                | Василий Мещангин за роль Кочкарёва в спектакле «Женитьба»                       | Молодёжный театр Нижнего Тагила                                 |
| Специальный приз жюри                                  | Ирина Ермолова за роль Нины в спектакле «Амиго»                                 | «Коляда-театр»                                                  |
| Специальная приз медиа-холдинга «Уральский рабочий»    | Олег Ягодин за роль Кости в спектакле «Амиго»                                   | «Коляда-театр»                                                  |
| Премия Правления СО СТД «И мастерство, и вдохновение…» | Галина Умпелева, народная артистка РСФСР                                        | Свердловский государственный академический театр драмы          |
| Кукольный театр                                        |                                                                                 |                                                                 |
| Лучшая женская роль в театре кукол                     | Наталья Гаранина за работу в моноспектакле «Почему-Потому»                      | Екатеринбургский театр кукол                                    |

| 2004                                                              | 2004                                                                   | 2004 |
| Номинации                                                         | Лауреаты                                                               | Театр |
| ----------------------------------------------------------------- | ---------------------------------------------------------------------- | --- |
| Музыкальный театр                                                 |                                                                        | |
| Лучший спектакль                                                  | «Ночь открытых дверей»                                                 | Свердловский театр музыкальной комедии                                                                     |
| Лучшая работа постановщика                                        | Кирилл Стрежнев за спектакль «Ночь открытых дверей»                    | Свердловский театр музыкальной комедии                                                                     |
| Лучшая работа хореографа-постановщика                             | Сергей Смирнов, за данс-спектакль «Тряпичный угол»                     | Эксцентрик-балет Сергея Смирнова                                                                           |
| Лучшая сценография                                                | Сергей Александров за спектакль «Ночь открытых дверей»                 | Свердловский театр музыкальной комедии                                                                     |
| Лучшая мужская роль                                               | Владимир Смолин за роль Скруджа в спектакле «Ночь открытых дверей»     | Свердловский театр музыкальной комедии                                                                     |
| Премия Правления СО СТД «И мастерство, и вдохновение…»            | Николай Голышев, народный артист Российской Федерации                  | Уральская консерватория имени М. П. Мусоргского                                                            |
| Драматический театр                                               |                                                                        | |
| Лучшая работа постановщика                                        | Вячеслав Кокорин за спектакль «Изображая жертву»                       | Екатеринбургский театр юного зрителя                                                                       |
| Лучшая мужская роль                                               | Владимир Кабалин за роль Иннокентия Козлова в спектакле «Птица Феникс» | «Коляда-театр»                                                                                             |
| Лучшая мужская роль второго плана                                 | Валерий Смирнов за роль капитана в спектакле «Изображая жертву»        | Екатеринбургский театр юного зрителя                                                                       |
| Лучшая женская роль второго плана                                 | Марианна Незлученко за роль Свахи в спектакле «Женитьба»               | Серовский театр драмы имени А. П. Чехова                                                                   |
| Специальный диплом «Дебют»                                        | Вячеслав Ямбор за спектакль «Дембельский поезд»                        | Екатеринбургский театр юного зрителя                                                                       |
| Специальный приз «За актёрское мужество в экстремальной ситуации» | Алексей Журавлёв за роль Вали в спектакле «Изображая жертву»           | Екатеринбургский театр юного зрителя                                                                       |
| Специальным приз жюри «Событие года»                              | Николай Коляда за создание Коляда-Театр                                | «Коляда-театр»                                                                                             |
| Специальная премия «Надежда „Браво!“»                             | Наталья Рыбьякова за роль Ирины в спектакле «Люблю и верю в тебя»      | Екатеринбургский государственный театральный институт, художественный руководитель курса Андрей Русинов    |
| Специальная премия «Надежда „Браво!“»                             | Денис Нефедьев за роль Старика Мочёнкина в спектакле «Бочкотара»       | Екатеринбургский государственный театральный институт, художественный руководитель курса Вячеслав Белоусов |
| Кукольный театр                                                   |                                                                        | |
| Лучшая женская роль                                               | Алла Антипова за роль Аркадиной в спектакле «Чайка»                    | Екатеринбургский театр кукол                                                                               |

| 2003 | 2003                                                                                       | 2003                                                  |
| Номинации | Лауреаты                                                                                   | Театр                                                 |
| --- | ------------------------------------------------------------------------------------------ | ----------------------------------------------------- |
| Музыкальный театр                                                                                                   |                                                                                            |                                                       |
| Лучший спектакль | «Парк советского периода»                                                                  | Свердловский театр музыкальной комедии                |
| Лучшая работа постановщика                                                                                          | Сергей Смирнов за спектакль «Парк советского периода»                                      | Свердловский театр музыкальной комедии                |
| Лучший дуэт в балете                                                                                                | Маргарита Рудина и Алексей Насадович за роль Маши и Принца-Щелкунчика в балете «Щелкунчик» | Екатеринбургский театр оперы и балета                 |
| Лучшая танцовщица                                                                                                   | Марина Козева                                                                              | Екатеринбургский Институт танца                       |
| Лучший танцовщик | Ашот Назаретян                                                                             | Эксцентрик-балет Сергея Смирнова                      |
| Специальная премия жюри «За высокопрофессиональную работу с кордебалетом»                                           | Татьяна Луань-Бинь, педагог-репетитор                                                      | Екатеринбургский театр оперы и балета                 |
| Специальный диплом жюри «За проникновенное воплощение темы любви к Отечеству, эмоциональную зрительность и обаяние» | спектакль «Парк советского периода»                                                        | Свердловский театр музыкальной комедии                |
| Драматический театр                                                                                                 |                                                                                            |                                                       |
| Лучшая мужская роль                                                                                                 | Пётр Незлученко за роль Дональда Бейкера в спектакле «Эти свободные бабочки»               | Серовский театр драмы имени А. П. Чехова              |
| Лучшая характерная роль                                                                                             | Сергей Колесов за роль Прищепы в спектакле «Клаустрофобия»                                 | Малый драматический театр «Театрон»                   |
| Лучший актёрский дуэт                                                                                               | Анатолий Яценко и Павел Пепелев за роли Большова и Подхалюзина в спектакле «Банкрот»       | Ирбитский драматический театр имени А. Н. Островского |
| Специальная премия жюри                                                                                             | Валерий Смирнов                                                                            | Екатеринбургский театр юного зрителя                  |
| Премия Правления СО СТД «И мастерство, и вдохновение…»                                                              | Светлана Рыбникова-Королёва, заслуженная артистка Российской Федерации                     | Серовский театр драмы имени А. П. Чехова              |
| Кукольный театр |                                                                                            |                                                       |
| Лучший спектакль | «The Hamlet»                                                                               | Екатеринбургский театр кукол                          |
| Лучшая мужская роль                                                                                                 | Герман Варфоломеев за роль Клавдия в спектакле «The Hamlet»                                | Екатеринбургский театр кукол                          |
| Лучшая роль в театре кукол                                                                                          | Андрей Ефимов за роль Гамлета в спектакле «The Hamlet»                                     | Екатеринбургский театр кукол                          |
| Специальный диплом жюри «За эксперимент и яркую сценическую форму»                                                  | спектакль «The Hamlet»                                                                     | Екатеринбургский театр кукол                          |

| 2002                                                                    | 2002                                                                              | 2002                                                            |
| Номинации                                                               | Лауреаты                                                                          | Театр                                                           |
| ----------------------------------------------------------------------- | --------------------------------------------------------------------------------- | --------------------------------------------------------------- |
| Музыкальный театр                                                       |                                                                                   |                                                                 |
| Лучший спектакль                                                        | «Полёты во время чаепития»                                                        | Театр современной хореографии «Провинциальные танцы»            |
| Лучшая работа постановщика                                              | Татьяна Баганова за спектакль «Полёты во время чаепития»                          | Театр современной хореографии «Провинциальные танцы»            |
| Лучшая женская роль в опере                                             | Светлана Пастухова за роль Любаши в спектакле «Царская невеста»                   | Екатеринбургский театр оперы и балета                           |
| Лучшая женская роль                                                     | Елена Соколова за роль Доротеи в оперетте «Доротея»                               | Театр оперетты Урала                                            |
| Лучший актёрский дуэт                                                   | Павел Дралов и Александр Копылов в спектакле «Хэлло, Долли!»                      | Свердловский театр музыкальной комедии                          |
| Специальный диплом жюри                                                 | Олег Петров за программу «В честь русского балета»                                | Балетная труппа «ТанцТеатр»                                     |
| Специальный диплом жюри «За высокое искусство создания головных уборов» | Татьяна Митрошина, модельер — за головные уборы к спектаклю «Царская невеста»     | Екатеринбургский театр оперы и балета                           |
| Драматический театр                                                     |                                                                                   |                                                                 |
| Лучший спектакль                                                        | «Ромео и Джульетта»                                                               | Свердловский государственный академический театр драмы          |
| Лучшая работа постановщика                                              | Валерий Пашнин за спектакль «Маленькие трагедии»                                  | Нижнетагильский драматический театр имени Д. Н. Мамина-Сибиряка |
| Лучший художник                                                         | Владимир Кравцев                                                                  | Свердловский государственный академический театр драмы          |
| Лучшая мужская роль                                                     | Вячеслав Мелехов за главную роль в спектакле «Персидская сирень»                  | Свердловский государственный академический театр драмы          |
| Лучшая женская роль                                                     | Татьяна Савинкова за роль Марты в спектакле «Кто боится Вирджинии Вульф»          | Екатеринбургский городской театральный центр «Волхонка»         |
| Лучший актёрский дуэт                                                   | Ирина Ермолова и Олег Ягодин за главные роли в спектакле «Ромео и Джульетта»      | Свердловский государственный академический театр драмы          |
| Лучшая женская роль второго плана                                       | Марианна Незлученко за роль Матрёны Ивановны в спектакле «Ошибка доктора Осокина» | Серовский театр драмы имени А. П. Чехова                        |
| Премия Правления СО СТД «И мастерство, и вдохновение…»                  | Елизавета Степанова, заслуженная артистка Российской Федерации                    | Серовский театр драмы имени А. П. Чехова                        |
| Кукольный театр                                                         |                                                                                   |                                                                 |

| 2001                                                   | 2001                                                              | 2001                                   |
| Номинации                                              | Лауреаты                                                          | Театр                                  |
| ------------------------------------------------------ | ----------------------------------------------------------------- | -------------------------------------- |
| Музыкальный театр                                      |                                                                   |                                        |
| Лучшая работа постановщика                             | Сергей Смирнов за спектакль «Голос»                               | Эксцентрик-балет Сергея Смирнова       |
| Лучшая женская роль                                    | Светлана Матвеева за роль Гувернантки в спектакле «Поворот винта» | Экспериментальный музыкальный театр    |
| Премия Правления СО СТД «И мастерство, и вдохновение…» | Юрий Чернов, народный артист Российской Федерации                 | Свердловский театр музыкальной комедии |
| Драматический театр                                    |                                                                   |                                        |
| Кукольный театр                                        |                                                                   |                                        |

| 2000                                                                 | 2000                                                                                             | 2000                                                                                                |
| Номинации                                                            | Лауреаты                                                                                         | Театр                                                                                               |
| -------------------------------------------------------------------- | ------------------------------------------------------------------------------------------------ | --------------------------------------------------------------------------------------------------- |
| Музыкальный театр                                                    |                                                                                                  | |
| Лучшая театральная работа                                            | «Дон Жуан», режиссёр Илья Можайский, дирижёр Владислав Лягас                                     | Экспериментальный музыкальный театр, кафедра вокала Уральской консерватории имени М. П. Мусоргского |
| Лучшая работа постановщика                                           | Илья Можайский за спектакль «Дон Жуан»                                                           | Экспериментальный музыкальный театр, кафедра вокала Уральской консерватории имени М. П. Мусоргского |
| Лучшая работа дирижёра                                               | Евгений Бражник за спектакль «Русалочка»                                                         | Екатеринбургский театр оперы и балета                                                               |
| Лучшая работа художника                                              | Станислав Фесько за спектакль «Русалочка»                                                        | Екатеринбургский театр оперы и балета                                                               |
| Специальный диплом жюри «За современное воплощение оперной классики» | «Дон Жуан», режиссёр Илья Можайский, дирижёр Владислав Лягас                                     | Экспериментальный музыкальный театр, кафедра вокала Уральской консерватории имени М. П. Мусоргского |
| Драматический театр                                                  |                                                                                                  | |
| Лучший спектакль                                                     | «Дневник Анны К.»                                                                                | Екатеринбургский театр юного зрителя                                                                |
| Лучшая работа постановщика                                           | Анатолий Праудин за спектакль «Дневник Анны К.»                                                  | Екатеринбургский театр юного зрителя                                                                |
| Лучшая женская роль                                                  | Светлана Замараева за роль Анны Карениной в спектакле «Дневник Анны К.»                          | Екатеринбургский театр юного зрителя                                                                |
| Специальная премия жюри «За гармоничный актёрский дуэт»              | Андрей Ушатинский, Татьяна Бунькова в спектакле «Мириам и всё такое…»                            | Малый драматический театр «Театрон»                                                                 |
| Специальная премия жюри «За исполнение роли Каренина»                | Владимир Нестеров за роль в спектакле «Дневник Анны К.»                                          | Екатеринбургский театр юного зрителя                                                                |
| Премия Правления СО СТД «И мастерство, и вдохновение…»               | Вера Шатрова, народная артистка РСФСР                                                            | Свердловский государственный академический театр драмы                                              |
| Кукольный театр                                                      |                                                                                                  | |
| Лучшая работа постановщика                                           | Андрей Ефимов за спектакль «Иллюзион» (сценарий, режиссура, сценография, музыкальное оформление) | Екатеринбургский театр кукол                                                                        |

| 1999                                                           | 1999                                                            | 1999                                                   |
| Номинации                                                      | Лауреаты                                                        | Театр                                                  |
| -------------------------------------------------------------- | --------------------------------------------------------------- | ------------------------------------------------------ |
| Музыкальный театр                                              |                                                                 |                                                        |
| Лучшая мужская роль                                            | Владимир Смолин за роль Чёрта в спектакле «Чёрт и девственница» | Свердловский театр музыкальной комедии                 |
| Лучшая роль второго плана в музыкальном театре                 | Павел Дралов за роль Князя в спектакле «Чёрт и девственница»    | Свердловский театр музыкальной комедии                 |
| Оригинальный художественный проект                             | «Муха-цокотуха»                                                 | Свердловский театр музыкальной комедии                 |
| Драматический театр                                            |                                                                 |                                                        |
| Лучшая театральная работа года                                 | «Отряд 18-74»                                                   | Молодёжный театр Нижнего Тагила                        |
| Специальная премия жюри «За яркое воплощение современной темы» | Олег Ягодин за роль Евгения в спектакле «Уйди-Уйди!»            | Свердловский государственный академический театр драмы |
| Специальная премия жюри «За яркое воплощение современной темы» | Ирина Ермолова за роль Анжелики в спектакле «Уйди-уйди!»        | Свердловский государственный академический театр драмы |
| Кукольный театр                                                |                                                                 |                                                        |
| Лучшая работа художника                                        | Андрей Ефимов за спектакль «Соловей»                            | Екатеринбургский театр кукол                           |

| 1998                                                                        | 1998                                                                 | 1998                                                   |
| Номинации                                                                   | Лауреаты                                                             | Театр                                                  |
| --------------------------------------------------------------------------- | -------------------------------------------------------------------- | ------------------------------------------------------ |
| Музыкальный театр                                                           |                                                                      |                                                        |
| Драматический театр                                                         |                                                                      |                                                        |
| Лучшая работа режиссёра                                                     | Николай Коляда за спектакль «Русская народная почта»                 | Свердловский государственный академический театр драмы |
| Лучший художник                                                             | Владимир Кравцев за спектакль «Русская народная почта»               | Свердловский государственный академический театр драмы |
| Специальный приз жюри «За яркое сценическое воплощение народного характера» | Валентин Воронин за роль Жукова в спектакле «Русская народная почта» | Свердловский государственный академический театр драмы |
| Кукольный театр                                                             |                                                                      |                                                        |

### Конкурс 1978—1997
| 1997                                                       | 1997 | 1997 |
| Номинации                                                  | Лауреаты | Театр |
| ---------------------------------------------------------- | --- | --- |
| Музыкальный театр                                          | | |
| Лучший спектакль                                           | Данс-спектакль «Мужчина в ожидании» | Театр современной хореографии «Провинциальные танцы» |
| Лучший балетмейстер                                        | Татьяна Баганова за хореографию в спектаклях: «Мужчина в ожидании», «Таис», «Травиата», «Прекрасная Галатея»                                                                                      | Театр современной хореографии «Провинциальные танцы», Экспериментальный музыкальный театр, Екатеринбургский театр оперы и балета, Свердловский театр музыкальной комедии |
| Лучшая женская роль                                        | Раида Ермохина за роль Таис в опере «Таис» | Экспериментальный музыкальный театр |
| Специальный приз жюри «Музыкальное событие»                | «Таис» | Экспериментальный музыкальный театр |
| Специальный диплом жюри «Эксперимент»                      | Евгений Бражник, музыкальное руководство и постановка оперы «Травиата» | Екатеринбургский театр оперы и балета |
| Специальный диплом жюри «За творческое лидерство в труппе» | Андрей Парышев, солист | Хореографическая компания «Балет плюс» |
| Драматический театр                                        | | |
| Лучший спектакль                                           | «Месяц в деревне» | Екатеринбургский драматический театр «Волхонка» |
| Лучшая мужская роль                                        | Александр Фукалов за роль Шпигельского в спектакле «Месяц в деревне» | Екатеринбургский драматический театр «Волхонка» |
| Лучшая мужская роль второго плана                          | Михаил Пазников за роль Большинцова в спектакле «Месяц в деревне» | Екатеринбургский драматический театр «Волхонка» |
| Лучшая женская роль второго плана                          | Елена Шахова за роль Лизаветы Богдановны в спектакле «Месяц в деревне» | Екатеринбургский драматический театр «Волхонка» |
| Специальный приз жюри «За актёрскую работу»                | Вероника Белковская — за крупный план на малой сцене, роли в спектаклях последних лет: Людмила — «Полонез Огинского», Виктория — «Канотье», Динка — «Корабль дураков», Лариса — «Куриная слепота» | Свердловский государственный академический театр драмы |

| 1996                                                            | 1996 | 1996                                                   |
| Номинации                                                       | Лауреаты | Театр                                                  |
| --------------------------------------------------------------- | --- | ------------------------------------------------------ |
| Музыкальный театр                                               | |                                                        |
| Лучший спектакль                                                | «Княгиня Чардаша» | Свердловский театр музыкальной комедии                 |
| Лучшая работа режиссёра-постановщика                            | Кирилл Стрежнев, спектакль «Княгиня Чардаша» | Свердловский театр музыкальной комедии                 |
| Лучшая женская роль                                             | Раида Ермохина за роль Адины в опере «Любовный напиток» | Екатеринбургский театр оперы и балета                  |
| Лучшая мужская роль                                             | Владимир Смолин за роль Бони в спектакле «Княгиня Чардаша» | Свердловский театр музыкальной комедии                 |
| Специальный приз жюри «За современность пластического мышления» | Театр современной хореографии «Провинциальные танцы» за спектакли «Из жизни бабочек…», «Не случилось», «Моя любовь ходит в чёрных ботинках, или Вещь за спиной» | Театр современной хореографии «Провинциальные танцы»   |
| Специальный приз жюри «За руководство культурными проектами»    | Олег Петров, художественный руководитель | Хореографическая компания «Балет плюс»                 |
| Драматический театр                                             | |                                                        |
| Лучший спектакль                                                | «Поминальная молитва» | Свердловский государственный академический театр драмы |
| Лучший художник                                                 | Владимир Кравцев за спектакль «Поминальная молитва» | Свердловский государственный академический театр драмы |
| Лучшая женская роль                                             | Светлана Замараева за роль Шурочки в спектакле «Ля-бемоль» | Екатеринбургский театр юного зрителя                   |
| Лучшая роль второго плана                                       | Вячеслав Кириличев за роль Степана в спектакле «Поминальная молитва»                                                                                            | Свердловский государственный академический театр драмы |
| Кукольный театр                                                 | |                                                        |
| Лучший спектакль                                                | «Картинки с выставки» | Екатеринбургский театр кукол                           |
| Лучшая работа постановщика                                      | Андрей Ефимов за спектакль «Картинки с выставки» | Екатеринбургский театр кукол                           |
| Специальный приз жюри «За актёрский ансамбль»                   | Герман Варфоломеев, Наталья Вотинцева, Евгений Сивко, Андрей Тушканов в спектакле «Картинки с выставки»                                                         | Екатеринбургский театр кукол                           |

| 1995                                                       | 1995                                                                                        | 1995                                                   |
| Номинации                                                  | Лауреаты                                                                                    | Театр                                                  |
| ---------------------------------------------------------- | ------------------------------------------------------------------------------------------- | ------------------------------------------------------ |
| Музыкальный театр                                          |                                                                                             |                                                        |
| Лучший спектакль                                           | опера «Золушка»                                                                             | Экспериментальный музыкальный театр                    |
| Лучший хормейстер                                          | Вера Давыдова, за работу в опере «Сказание о невидимом граде Китеже и деве Февронии»        | Екатеринбургский театр оперы и балета                  |
| Драматический театр                                        |                                                                                             |                                                        |
| Лучшая работа постановщика                                 | Николай Коляда, режиссёр спектаклей «Канотье» и «Корабль дураков, или „Нелюдимо наше море”» | Свердловский государственный академический театр драмы |
| Лучшая мужская роль                                        | Вячеслав Кириличев за роль Виктора в спектакле «Канотье»                                    | Свердловский государственный академический театр драмы |
| Лучшая женская роль                                        | Галина Петрова за роль Пиаф в спектакле «Пиаф»                                              | Театр «Лаборатория драматического искусства»           |
| Лучшая роль второго плана                                  | Павел Ондрин за роль Павла в спектакле «Васса»                                              | Свердловский государственный академический театр драмы |
| Специальный диплом жюри «За творческое лидерство в труппе» | Александр Иванов, заслуженный артист РСФСР                                                  | Театр драмы и комедии (Каменск-Уральск)                |
| Кукольный театр                                            |                                                                                             |                                                        |
| Лучший спектакль                                           | «Сэмбо»                                                                                     | Краснотурьинский театр кукол                           |

| 1994                                                                          | 1994                                                                                    | 1994                                                            |
| Номинации                                                                     | Лауреаты                                                                                | Театр                                                           |
| ----------------------------------------------------------------------------- | --------------------------------------------------------------------------------------- | --------------------------------------------------------------- |
| Музыкальный театр                                                             |                                                                                         |                                                                 |
| Специальный приз жюри «За творческие достижения в области оперного искусства» | Светлана Зализняк, народная артистка РСФСР                                              | Екатеринбургский театр оперы и балета                           |
| Драматический театр                                                           |                                                                                         |                                                                 |
| Лучший художник                                                               | Владимир Кравцев за сценографию спектакля «Полонез Огинского»                           | Свердловский государственный академический театр драмы          |
| Лучшая женская роль                                                           | Татьяна Малягина за роль Татьяны в спектакле «Полонез Огинского»                        | Свердловский государственный академический театр драмы          |
| Лучшая мужская роль                                                           | Виктор Узун за роль Виктора в спектакле «Канотье» и Войницкого в «Дяде Ване»            | Серовский театр драмы имени А. П. Чехова                        |
| Специальный приз жюри «За артистизм исполнения»                               | Иза Высоцкая за роль Королевы Елизаветы Английской в спектакле «Ваша сестра и пленница» | Нижнетагильский драматический театр имени Д. Н. Мамина-Сибиряка |

| 1993                                                                                    | 1993                                                                                 | 1993                                                            |
| Номинации                                                                               | Лауреаты                                                                             | Театр                                                           |
| --------------------------------------------------------------------------------------- | ------------------------------------------------------------------------------------ | --------------------------------------------------------------- |
| Музыкальный театр                                                                       |                                                                                      |                                                                 |
| Лучшая роль второго плана                                                               | Сергей Майструк за партию Афанасия Ивановича, поповича в опере «Сорочинская ярмарка» | Екатеринбургский театр оперы и балета                           |
| Драматический театр                                                                     |                                                                                      |                                                                 |
| Лучший художник                                                                         | Анатолий Шубин за сценографии и костюмы в спектакле «Любовью не шутят»               | Екатеринбургский театр юного зрителя                            |
| «За успешный дебют в классике»                                                          | Елена Гордеева за роль Джульетты в спектакле «Ромео и Джульетта»                     | Нижнетагильский драматический театр имени Д. Н. Мамина-Сибиряка |
| Специальный приз жюри «За многолетнюю плодотворную деятельность на драматической сцене» | Вера Шатрова, народная артистка РСФСР                                                | Свердловский государственный академический театр драмы          |
| Специальный приз жюри «За активную и плодотворную деятельность в области драматургии»   | Николай Коляда, артист Свердловского театра драмы (1977—1983)                        |                                                                 |

| 1992                                                                          | 1992                                                            | 1992                                 |
| Номинации                                                                     | Лауреаты                                                        | Театр                                |
| ----------------------------------------------------------------------------- | --------------------------------------------------------------- | ------------------------------------ |
| Музыкальный театр                                                             |                                                                 |                                      |
| Драматический театр                                                           |                                                                 |                                      |
| Лучший спектакль                                                              | «Чайка»                                                         | Екатеринбургский театр юного зрителя |
| Лучшая работа постановщика                                                    | Георгий Цхвирава, режиссёр спектакля «Чайка»                    | Екатеринбургский театр юного зрителя |
| Специальный приз жюри «За главную роль в телевизионном спектакле „Контрабас“» | Владимир Кабалин, артист Екатеринбургского театра юного зрителя | СГТРК                                |

| 1991                                             | 1991                                                                                          | 1991                                                   |
| Номинации                                        | Лауреаты                                                                                      | Театр                                                  |
| ------------------------------------------------ | --------------------------------------------------------------------------------------------- | ------------------------------------------------------ |
| Музыкальный театр                                |                                                                                               |                                                        |
| Лучший балетмейстер                              | Гедрюс Мацкявичюс за постановку спектакля «Семь танго до вечности»                            | Хореографическая компания «Балет плюс»                 |
| Лучшая женская роль                              | Наталья Гордиенко за исполнение хореографических миниатюр в спектакле «Коллаж»                | Хореографическая компания «Балет плюс»                 |
| Специальный приз жюри «За педагогическую работу» | Кирилл Стрежнев — с молодыми артистами театра и студентами театрального института             | Свердловский театр музыкальной комедии                 |
| Специальный приз жюри «За педагогическую работу» | Нина Меновщикова, народная артистка СССР                                                      | Хореографическая компания «Балет плюс»                 |
| Драматический театр                              |                                                                                               |                                                        |
| Лучшая мужская роль                              | Виталий Краев за главную роль в спектакле «Человек рассеянный»                                | Екатеринбургский театр юного зрителя                   |
| Лучшая роль второго плана                        | Шарова Нина за роль Бабки в спектакле «Страсти под крышей»                                    | Свердловский государственный академический театр драмы |
| Лучшая роль второго плана                        | Галина Александрова за роль Веры в спектакле «Продаётся японское пальто из парашютного шёлка» | Свердловский государственный академический театр драмы |

| 1990                | 1990 | 1990                                                                    |
| Номинации           | Лауреаты                                                                                                  | Театр                                                                   |
| ------------------- | --- | ----------------------------------------------------------------------- |
| Музыкальный театр   | |                                                                         |
| Лучшая женская роль | Валентина Добровольская за исполнение Катерины в опере «Катерина Измайлова» и Антигоны в опере «Антигона» | Свердловский театр оперы и балета                                       |
| Драматический театр | |                                                                         |
| Лучший спектакль    | «Алиса в Зазеркалье»                                                                                      | Свердловский театр юного зрителя                                        |
| Лучший композитор   | Александр Пантыкин за музыку к спектаклям «Вишнёвый сад», «Иуда Искариот», «Алиса в Зазеркалье»           | Камерный театр Музея писателей Урала и Свердловский театр юного зрителя |
| Лучшая мужская роль | Владимир Кабалин за роль Иуды в спектакле «Иуда Искариот»                                                 | Свердловский театр юного зрителя                                        |

| 1989                | 1989                                                                | 1989                     |
| Номинации           | Лауреаты                                                            | Театр                    |
| ------------------- | ------------------------------------------------------------------- | ------------------------ |
| Музыкальный театр   |                                                                     |                          |
| Драматический театр |                                                                     |                          |
| Кукольный театр     |                                                                     |                          |
| Лучшая женская роль | Галина Дейкина за роль Зайца в спектакле «По зелёным волнам океана» | Свердловский театр кукол |

| 1988                      | 1988                                                          | 1988                                   |
| Номинации                 | Лауреаты                                                      | Театр                                  |
| ------------------------- | ------------------------------------------------------------- | -------------------------------------- |
| Музыкальный театр         |                                                               |                                        |
| Лучшая роль второго плана | Сергей Верушкин за роль Пуассона в оперетте «Принцесса цирка» | Свердловский театр музыкальной комедии |
| Драматический театр       |                                                               |                                        |

| 1987                | 1987 | 1987                                                   |
| Номинации           | Лауреаты                                                                                                | Театр                                                  |
| ------------------- | --- | ------------------------------------------------------ |
| Музыкальный театр   | |                                                        |
| Лучшая женская роль | Маргарита Владимирова за исполнение Катерины в опере «Катерина Измайлова»                               | Свердловский театр оперы и балета                      |
| Лучшая мужская роль | Юрий Чернов за роль Коткевича и Владимир Смолин за роль Мити Громцева в спектакле «Беспечный гражданин» | Свердловский театр музыкальной комедии                 |
| Драматический театр | |                                                        |
| Лучшая мужская роль | Юрий Лахин за роль Макмерфи в спектакле «А этот выпал из гнезда»                                        | Свердловский государственный академический театр драмы |

| 1986                | 1986                                                    | 1986                                                   |
| Номинации           | Лауреаты                                                | Театр                                                  |
| ------------------- | ------------------------------------------------------- | ------------------------------------------------------ |
| Музыкальный театр   |                                                         |                                                        |
| Драматический театр |                                                         |                                                        |
| Лучшая мужская роль | Вячеслав Мелехов за роль Дервоеда в спектакле «Рядовые» | Свердловский государственный академический театр драмы |

| 1985                | 1985                                                           | 1985                                   |
| Номинации           | Лауреаты                                                       | Театр                                  |
| ------------------- | -------------------------------------------------------------- | -------------------------------------- |
| Музыкальный театр   |                                                                |                                        |
| Лучшая женская роль | Ирина Цыбина за роль Инги в спектакле «Вчера окончилась война» | Свердловский театр музыкальной комедии |
| Драматический театр |                                                                |                                        |

| 1984                                                               | 1984                                                                                | 1984                                                   |
| Номинации                                                          | Лауреаты                                                                            | Театр                                                  |
| ------------------------------------------------------------------ | ----------------------------------------------------------------------------------- | ------------------------------------------------------ |
| Музыкальный театр                                                  |                                                                                     |                                                        |
| Лучший спектакль                                                   | опера-триптих «Пророк»                                                              | Свердловский театр оперы и балета                      |
| Лучшая мужская роль                                                | Валерий Тюменцев за партии Дон Гуана, Вальсингама и Поэта в опере-триптихе «Пророк» | Свердловский театр оперы и балета                      |
| Специальный приз жюри «За одухотворённое воплощение народных сцен» | Коллектив хора в спектакле «Царица и велосипед»                                     | Свердловский театр музыкальной комедии                 |
| Драматический театр                                                |                                                                                     |                                                        |
| Лучшая мужская роль                                                | Вячеслав Мелехов за роль Дервоеда в спектакле «Рядовые»                             | Свердловский театр юного зрителя                       |
| Лучшая роль второго плана                                          | Екатерина Ляхова за роль Сонечки в спектакле «Синее небо, а в нём облака»           | Свердловский государственный академический театр драмы |
| Специальный приз жюри «За впечатляющий дебют»                      | Олег Гущин за роль Колесова в спектакле «Прощание в июне»                           | Свердловский театр юного зрителя                       |

| 1983                         | 1983                                                               | 1983                              |
| Номинации                    | Лауреаты                                                           | Театр                             |
| ---------------------------- | ------------------------------------------------------------------ | --------------------------------- |
| Музыкальный театр            |                                                                    |                                   |
| Лучший спектакль             | опера «Борис Годунов»                                              | Свердловский театр оперы и балета |
| Лучшая мужская роль          | Виталий Петров за партию Самозванца в опере «Борис Годунов»        | Свердловский театр оперы и балета |
| Лучшая мужская роль в балете | Юрий Веденеев за исполнение Макбета в «Леди Макбет»                | Свердловский театр оперы и балета |
| Лучшая женская роль          | Наталья Гордиенко за исполнение Леди Макбет в балете «Леди Макбет» | Свердловский театр оперы и балета |

| 1982                           | 1982                                                                   | 1982                                                   |
| Номинации                      | Лауреаты                                                               | Театр                                                  |
| ------------------------------ | ---------------------------------------------------------------------- | ------------------------------------------------------ |
| Музыкальный театр              |                                                                        |                                                        |
| Лучшая женская роль            | Лилия Воробьёва за исполнении Лизы в балете «Тщетная предосторожность» | Свердловский театр оперы и балета                      |
| Лучшая мужская роль в оперетте | Семён Духовный за роль Пали Рач в спектакле «Цыган — премьер»          | Свердловский театр музыкальной комедии                 |
| Драматический театр            |                                                                        |                                                        |
| Лучшая женская роль            | Вера Шатрова за роль Памелы в спектакле «Дорогая Памела»               | Свердловский государственный академический театр драмы |

| 1981                           | 1981                                                                       | 1981                                   |
| Номинации                      | Лауреаты                                                                   | Театр                                  |
| ------------------------------ | -------------------------------------------------------------------------- | -------------------------------------- |
| Музыкальный театр              |                                                                            |                                        |
| Лучшая женская роль в опере    | Татьяна Бобровицкая за партию Розины в «Севильском цирюльнике»             | Свердловский театр оперы и балета      |
| Лучшая женская роль в оперетте | Галина Петрова за роль Змеюкиной в спектакле «Свадьба с генералом»         | Свердловский театр музыкальной комедии |
| Лучшая мужская роль в оперетте | Виктор Сытник за роль Ятя в спектакле «Свадьба с генералом»                | Свердловский театр музыкальной комедии |
| Драматический театр            |                                                                            |                                        |
| Лучшая мужская роль            | Виктор Поцелуев за роль лейтенанта Канаева в спектакле «Отпуск по ранению» | Свердловский театр юного зрителя       |

| 1980                | 1980                                                                    | 1980                                                   |
| Номинации           | Лауреаты                                                                | Театр                                                  |
| ------------------- | ----------------------------------------------------------------------- | ------------------------------------------------------ |
| Музыкальный театр   |                                                                         |                                                        |
| Лучшая мужская роль | Евгений Амосов за партию Пушкина в балете «Пушкин. Размышления о поэте» | Свердловский театр оперы и балета                      |
| Драматический театр |                                                                         |                                                        |
| Лучшая мужская роль | Владимир Марченко за роль Ленина в спектакле «Революционный этюд»       | Свердловский государственный академический театр драмы |

| 1979                        | 1979                                                        | 1979                                                   |
| Номинации                   | Лауреаты                                                    | Театр                                                  |
| --------------------------- | ----------------------------------------------------------- | ------------------------------------------------------ |
| Музыкальный театр           |                                                             |                                                        |
| Лучшая женская роль в опере | Ольга Соловьёва за партию Леоноры в «Силе судьбы»           | Свердловский театр оперы и балета                      |
| Лучшая мужская роль         | Иосиф Крапман за роль Агабо в спектакле «Семья Агабо»       | Свердловский театр музыкальной комедии                 |
| Драматический театр         |                                                             |                                                        |
| Лучшая мужская роль         | Юрий Васильев за роль Судакова в спектакле «Гнездо глухаря» | Свердловский государственный академический театр драмы |
| Лучшая женская роль         | Галина Умпелева за роль Норы в спектакле «Нора»             | Свердловский государственный академический театр драмы |

| 1978                | 1978                                                      | 1978                                                   |
| Номинации           | Лауреаты                                                  | Театр                                                  |
| ------------------- | --------------------------------------------------------- | ------------------------------------------------------ |
| Музыкальный театр   |                                                           |                                                        |
| Лучшая мужская роль | Владимир Огновенко за партию Петра в опере «Пётр Первый»  | Свердловский театр оперы и балета                      |
| Лучшая женская роль | Елена Гускина за исполнение Анны в балете «Анна Каренина» | Свердловский театр оперы и балета                      |
| Драматический театр |                                                           |                                                        |
| Лучшая женская роль | Шарова Нина за роль Старухи в спектакле «Последний срок»  | Свердловский государственный академический театр драмы |

| 1977                | 1977                                                                     | 1977                                                   |
| Номинации           | Лауреаты                                                                 | Театр                                                  |
| ------------------- | ------------------------------------------------------------------------ | ------------------------------------------------------ |
| Музыкальный театр   |                                                                          |                                                        |
| Лучшая женская роль | Лилия Громыко за партию Натальи в опере «В бурю»                         | Свердловский театр оперы и балета                      |
| Драматический театр |                                                                          |                                                        |
| Лучшая женская роль | Галина Умпелева за роль Комиссара в спектакле «Оптимистическая трагедия» | Свердловский государственный академический театр драмы |